# Michael Jackson
Michael Joseph Jackson (Gary, 29 de agosto de 1958-Los Ángeles, 25 de junio de 2009) fue un cantante, compositor, productor y bailarín estadounidense. Apodado como el «Rey del Pop», sus contribuciones y reconocimiento en la historia de la música y el baile durante más de cuatro décadas, así como su publicitada vida personal, lo convirtieron en una figura internacional en la cultura popular. Su música incluye una amplia variedad de géneros como el pop, rhythm and blues (soul y funk), rock, disco y dance, y es reconocido como el «artista musical más exitoso de todos los tiempos» por los Guinness World Records.
Comenzó su carrera artística a mediados de los años 1960 en la agrupación musical The Jackson 5, en la cual publicó, junto con algunos de sus hermanos, diez álbumes hasta 1975. En 1971, inició su carrera como solista, aunque siguió perteneciendo al grupo. A principios de la década de 1980, Jackson se convirtió en una figura dominante en la música popular. Sus vídeos musicales, entre los que se destacan «Beat It», «Billie Jean» y «Thriller», de su álbum de 1982 Thriller, son acreditados como una ruptura de las barreras raciales y la transformación del medio en una forma de arte y herramienta promocional. La popularidad de estos ayudó a llevar a la cadena televisiva MTV a la fama. El álbum Bad (1987) produjo el número uno de los sencillos «I Just Can't Stop Loving You», «Bad», «The Way You Make Me Feel», «Man in the Mirror» y «Dirty Diana» en el Billboard Hot 100, por lo que se convirtió en el primer álbum en tener cinco sencillos número uno en esa lista. Continuó innovando con vídeos como «Black or White» y «Scream» a lo largo de la década de 1990 y forjó una reputación como artista solista en varias giras. A través de sus presentaciones en escena y en vídeo, Jackson popularizó una serie de técnicas de baile complejas, como el robot y el moonwalk, a las cuales dio nombre. Su sonido y estilo distintivos han influido en numerosos artistas de diversos géneros musicales.
Thriller es el álbum más vendido de todos los tiempos, con ventas estimadas en 65 millones de copias en todo el mundo. Otros álbumes de Jackson, Off the Wall (1979), Bad (1987), Dangerous (1991) y HIStory (1995), también figuran entre los más vendidos de la historia. Con Off the Wall, Jackson se convirtió en el primer artista en solitario en tener cuatro sencillos del mismo álbum dentro de los diez primeros puestos del Billboard Hot 100. Jackson es uno de los pocos artistas que han sido introducidos en el Salón de la Fama del Rock and Roll dos veces, y también fue incluido en el Salón de la Fama de los Compositores y el Salón de la Fama de la Danza como el único bailarín de música pop y rock. Sus otros logros incluyen varios récords Guinness, 13 premios Grammy, el premio Grammy Leyenda, el premio Grammy a la carrera artística, 26 premios American Music —más que cualquier otro solista masculino— incluyendo el Artista del siglo y Artista de los años 1980, 13 sencillos número uno en los Estados Unidos durante su carrera en solitario —más que cualquier otro artista masculino en la era Hot 100— y ventas estimadas de más de 400 millones de producciones musicales en todo el mundo. Se convirtió en el primer artista en la historia en tener un top 10 en el Billboard Hot 100 en cinco décadas diferentes, cuando «Love Never Felt So Good» alcanzó el número nueve el 21 de mayo de 2014. Jackson viajó por todo el mundo asistiendo a eventos en honor a su solidaridad, y en 2000, el Libro Guinness de los récords lo reconoció por apoyar a 39 organizaciones benéficas, más que cualquier otro artista.
Aspectos de la vida personal de Jackson, como su apariencia cambiante, sus relaciones personales y su comportamiento, generaron controversia. En 1993, fue acusado de abuso sexual infantil, pero el caso civil se resolvió fuera de la corte por un monto no revelado y no se presentaron cargos formales. En 2005, fue juzgado y absuelto de nuevas acusaciones de abuso sexual infantil y varios otros cargos después de que el jurado lo declaró inocente en todos los cargos. Mientras se preparaba para su serie de conciertos de regreso, This Is It, Jackson murió por intoxicación aguda de propofol y benzodiazepina el 25 de junio de 2009, después de sufrir un paro cardíaco. El forense del condado de Los Ángeles dictaminó que su muerte era un homicidio, y su médico personal, Conrad Murray, fue declarado culpable de homicidio involuntario. La muerte de Jackson provocó conmoción general, y la transmisión en directo de su funeral fue vista por más de 2500 millones de personas en todo el mundo. En 2010, Sony firmó un contrato con su familia por 250 millones de dólares para retener los derechos de distribución de sus discos y publicar siete álbumes póstumos hasta 2017. Forbes ha clasificado a Jackson como una de las celebridades fallecidas con más ingresos, con ganancias de 825 millones de dólares en 2016, la cantidad anual más alta jamás registrada por la publicación. En 2019 se detallaron nuevas alegaciones de abuso sexual infantil en contra del cantante en el documental Leaving Neverland, lo que causó una reacción internacional tanto en su defensa como en su contra. Pese a la controversia y al debate público sobre el legado de Jackson, su música y marca experimentaron un incremento de popularidad y demanda tras la emisión del documental. Según el informe de Forbes de 2020 sobre las celebridades fallecidas con más ingresos, Jackson conservó la posición número uno durante ese año por undécima vez consecutiva.

## Biografía

### 1958-1975: niñez y The Jackson 5

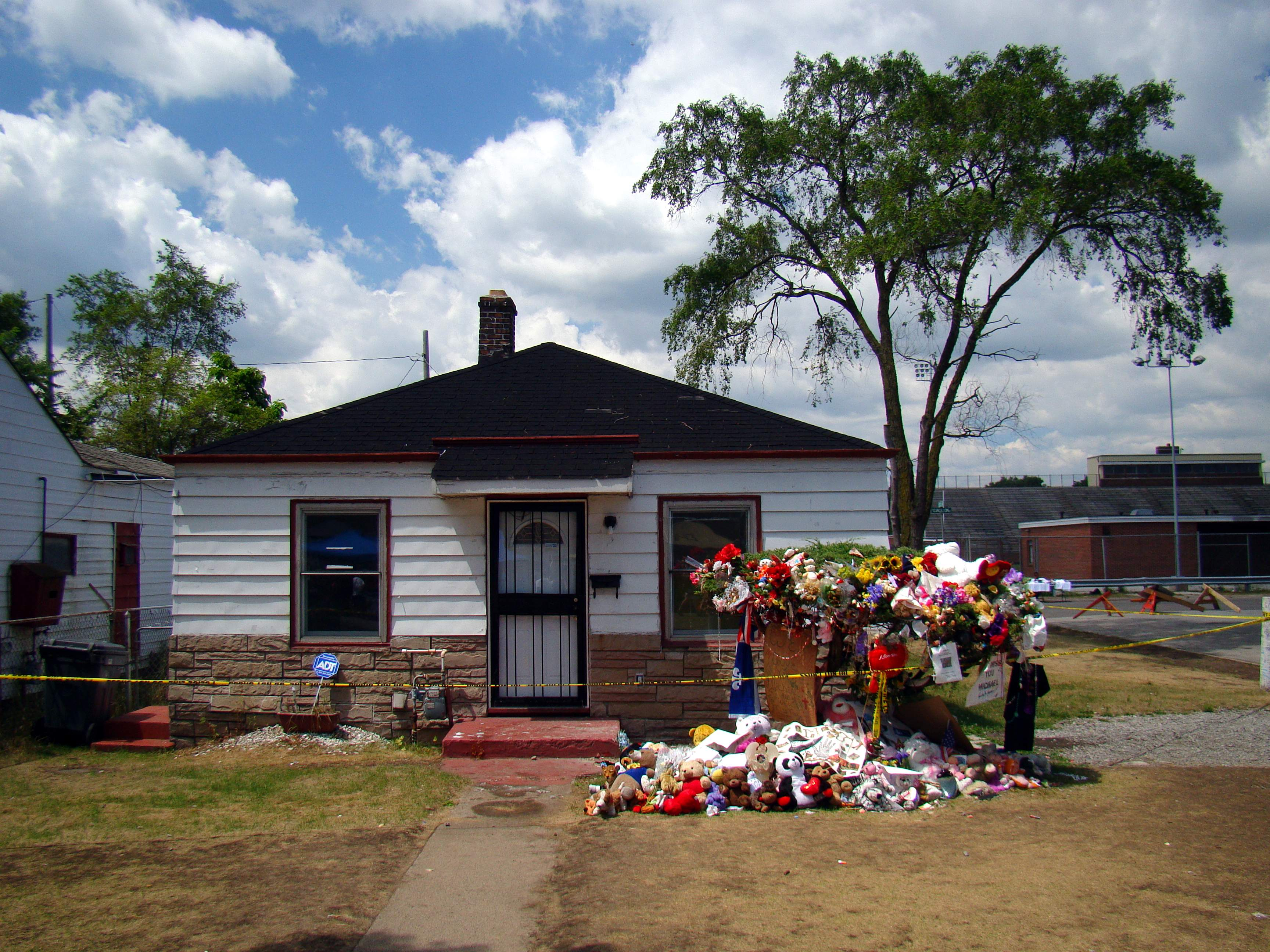
La casa de la infancia de Jackson en Gary, Indiana, con tributos florales después de su muerte.

Michael Joseph Jackson nació el 29 de agosto de 1958. Era el octavo de los diez hijos de la familia Jackson, una familia afrodescendiente de clase trabajadora que vivía en una casa de dos dormitorios en Jackson Street, en Gary, Indiana, una ciudad industrial en el área metropolitana de Chicago. Su madre, Katherine Esther Scruse, era una devota testigo de Jehová. Ella tocaba el clarinete y el piano y una vez aspiró a ser una artista country y wéstern, pero trabajó a tiempo parcial en Sears para apoyar a la familia. El padre de Michael, Joseph Walter «Joe» Jackson, un exboxeador, era un trabajador del acero en U.S. Steel. Joe actuaba como guitarrista en una banda local de rhythm and blues, The Falcons, para complementar los ingresos de la familia. Michael creció con tres hermanas (Rebbie, La Toya y Janet) y cinco hermanos (Jackie, Tito, Jermaine, Marlon y Randy). Un sexto hermano, el gemelo de Marlon, Brandon; murió poco después del nacimiento.

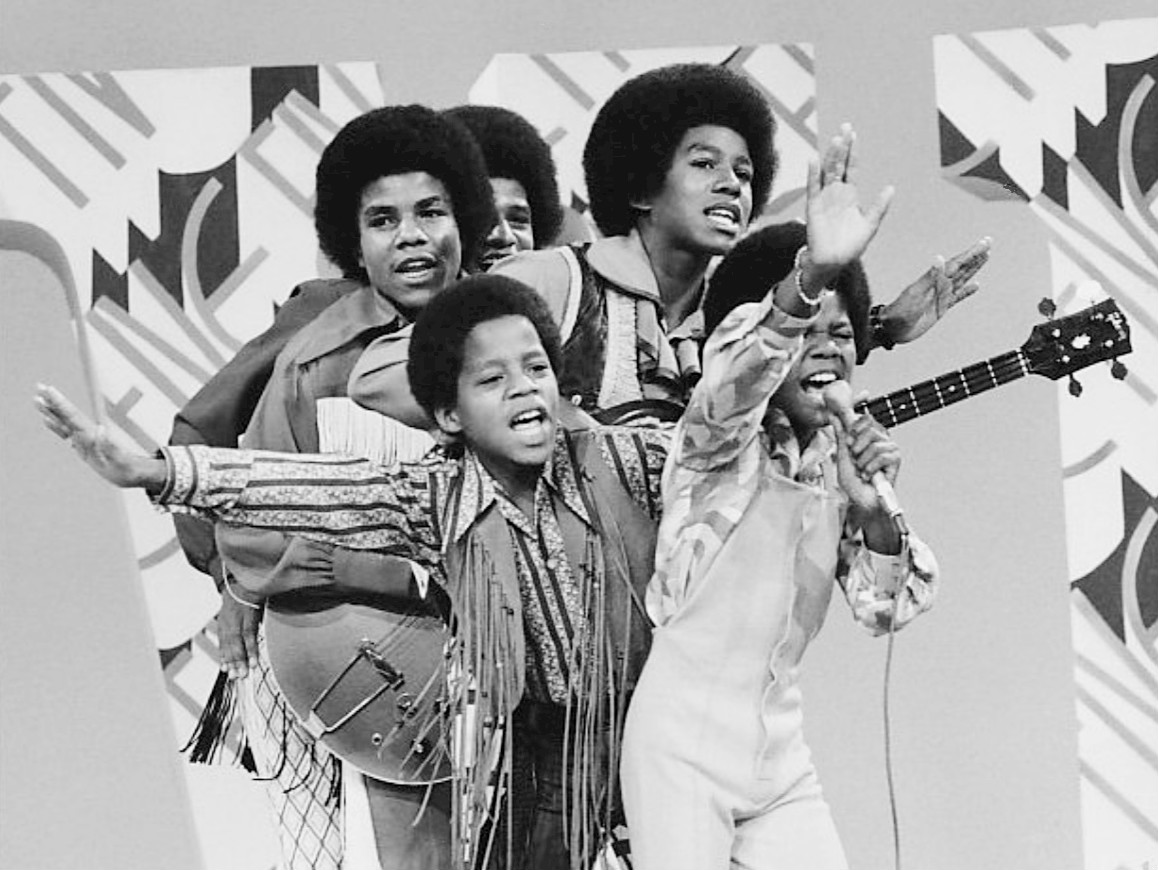
Jackson (abajo a la derecha) como miembro de los Jackson 5 en una aparición especial en The Jim Nabors Hour (1970).

Jackson tenía una relación problemática con su padre. En 2003, Joe reconoció que habitualmente lo azotaba siendo niño, y también se dijo que había abusado verbalmente de su hijo, a menudo diciendo que tenía una «nariz gorda». Jackson declaró que en su niñez fue abusado física y emocionalmente durante los ensayos incesantes, aunque acreditó que la disciplina terminante de su padre jugó un papel importante en su éxito. En una entrevista con Martin Bashir para el documental de 2003 Living with Michael Jackson, Jackson recordó que Joe a menudo se sentaba en una silla con un cinturón en la mano mientras él y sus hermanos ensayaban, y que «si no lo hacías de la manera correcta, te daba una paliza, realmente te azotaba». Los padres de Jackson han negado las acusaciones de abuso durante mucho tiempo, con Katherine afirmando que mientras azotar es considerado abuso hoy en día, en aquella época era una forma común de disciplinar a los niños. Jackie, Tito, Jermaine y Marlon también han dicho que su padre no era abusivo y que los azotes, más difíciles de afrontar para Michael porque era más joven, los mantuvieron disciplinados y alejados de problemas. Hablando abiertamente sobre su infancia en una entrevista con Oprah Winfrey transmitida en febrero de 1993, Jackson reconoció que su juventud había sido solitaria y aislada. Su profunda insatisfacción con su apariencia, sus pesadillas y sus problemas crónicos de sueño, su tendencia a permanecer hiperobediente, especialmente con su padre, y a permanecer infantil en la edad adulta, son consistentes como efectos del maltrato que sufrió cuando era niño. Su padre cometió adulterio varias veces, y fruto de una de estas relaciones extramatrimoniales tuvo una hija. Ese tipo de relación hizo que los padres de Michael no se sintiesen a gusto con su relación matrimonial, por lo que desde 2005 decidieron dejar de convivir y en agosto de 2010 anunciaron su separación después de 60 años de matrimonio.
 Desde temprana edad Michael demostró interés por la música cuando cantaba en las celebraciones navideñas del jardín de infancia al que asistía. En 1964, Michael y Marlon se unieron a los Jackson Brothers —una banda formada por su padre, que incluía a los hermanos Jackie, Tito y Jermaine— como músicos de reserva tocando congas y panderetas.
En 1965, Michael comenzó a compartir la voz principal con su hermano mayor Jermaine, y el nombre del grupo cambió por el de Jackson 5. Al año siguiente, el grupo ganó un importante show de talentos locales con Jackson interpretando el baile del éxito de 1965 de Robert Parker «Barefootin'». De 1966 a 1968 realizaron una gira por el Medio Oeste, actuando frecuentemente en una cadena de clubes afroamericanos conocidos como el «chitlin' circuit» como teloneros de artistas como Sam & Dave, the O'Jays, Gladys Knight y Etta James. Los Jackson 5 también actuaban en clubes nocturnos y salas de fiesta, donde se realizaban espectáculos de estriptis y otros para adultos, y en auditorios locales y bailes de la escuela secundaria. En agosto de 1967, mientras viajaban por la costa Este, el grupo ganó un concierto semanal de noche para amateurs en el Teatro Apollo en Harlem.

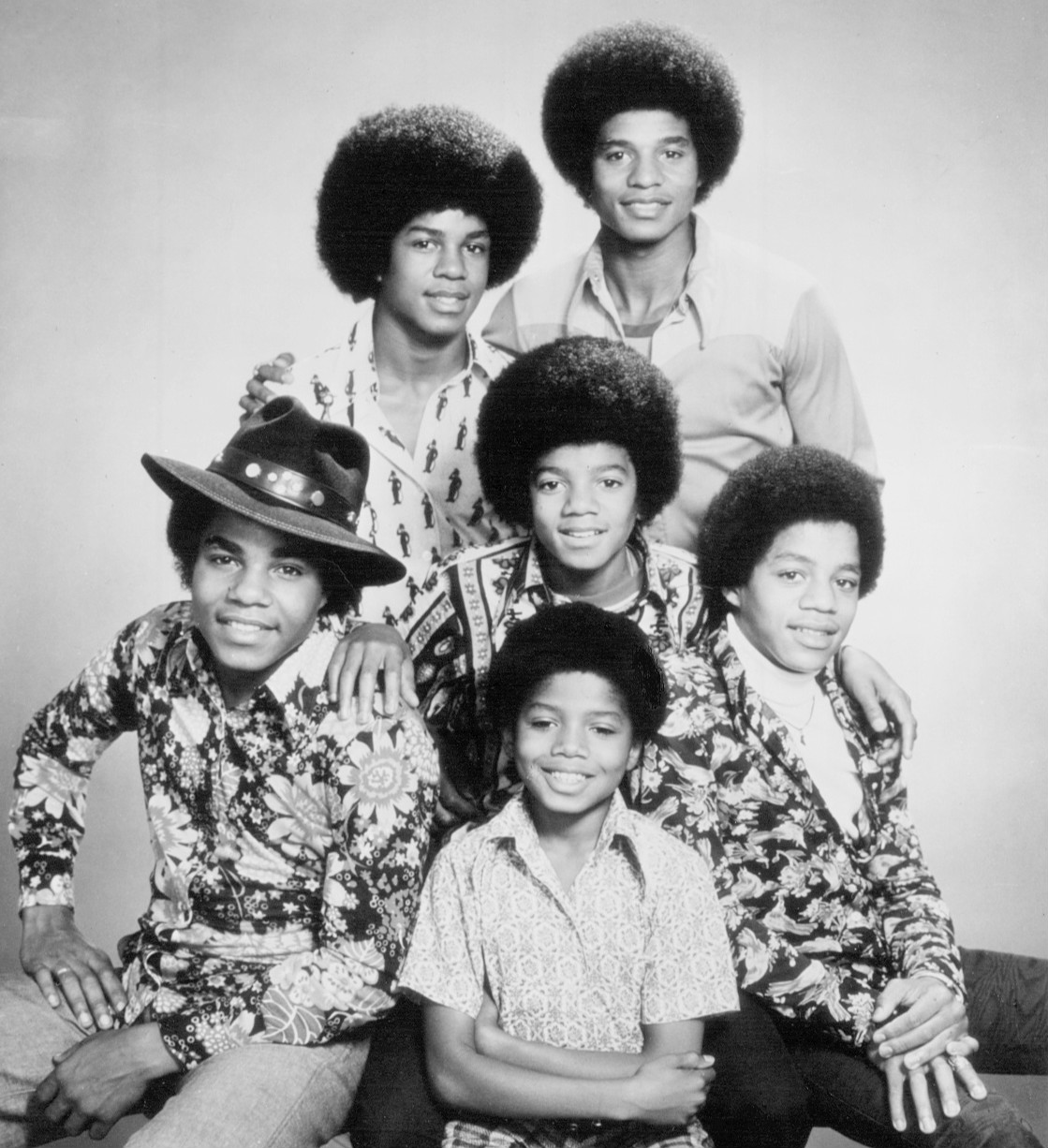
Jackson (centro) como miembro de los Jackson 5 en 1974.

Los Jackson 5 grabaron luego varias canciones, incluyendo su primer sencillo «Big Boy» (1968), para Steeltown Records, una discográfica de Gary, antes de firmar con Motown en 1969. Rolling Stone describió más tarde al joven Michael como un «prodigio» con «abrumadores dones musicales» que «rápidamente surgía como la principal atracción y cantante principal». El grupo fijó un récord en las listas cuando sus primeros cuatro sencillos —«I Want You Back» (1969), «ABC» (1970), «The Love You Save» (1970) y «I'll Be There» (1970)— llegaron al número uno en el Billboard Hot 100. Con lo obtenido por las ventas, en mayo de 1971, la familia Jackson se pudo mudar a una gran casa en un terreno de dos acres en Encino, California. Durante este período, Michael evolucionó de niño intérprete a ídolo adolescente. Mientras Jackson comenzaba a emerger como solista en los tempranos años 70, él mantuvo lazos con los Jackson 5 y la Motown. Entre 1972 y 1975, Michael lanzó cuatro álbumes en solitario con Motown: Got to Be There (1972), Ben (1972), Music & Me (1973) y Forever, Michael (1975). «Got to Be There» y «Ben», las canciones del título de sus dos primeros álbumes en solitario, se convirtieron en sencillos exitosos, al igual que una versión de «Rockin' Robin» de Bobby Day.
Los Jackson 5 se describieron más adelante como «un ejemplo de vanguardia de artistas crossover negros». Aunque las ventas del grupo comenzaron a declinar en 1973, y los miembros se irritaron ante la negativa de Motown en permitirles mayor creatividad, alcanzaron varios éxitos top 40, incluyendo el sencillo top cinco «Dancing Machine» (1974), antes de dejar Motown en 1975.

### 1975-1981: traslado a Epic Records yOff the Wall

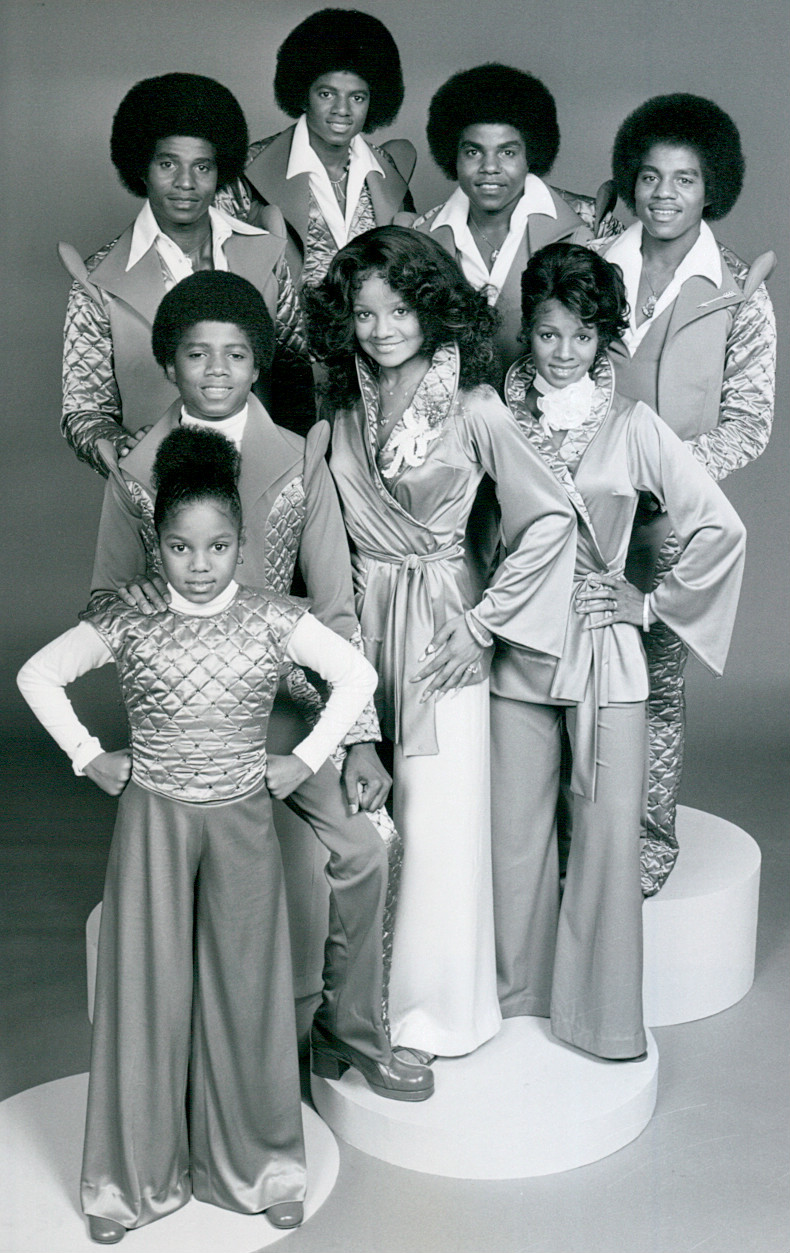
Desde la izquierda, fila de atrás: Jackie Jackson, Michael Jackson, Tito Jackson, Marlon Jackson. Fila del medio: Randy Jackson, La Toya Jackson, Rebbie Jackson. Primera fila: Janet Jackson (1977).

En junio de 1975, The Jackson 5 firmaron con Epic Records, una filial de CBS Records, y cambiaron su nombre por el de «The Jacksons». El hermano menor Randy se unió formalmente a la banda en esta época, mientras que Jermaine decidió quedarse con Motown y seguir una carrera en solitario. The Jacksons continuaron sus giras musicales, y lanzaron seis álbumes más entre 1976 y 1984. Michael, compositor principal del grupo durante este tiempo, escribió éxitos como «Shake Your Body (Down to the Ground)» (1979), «This Place Hotel» (1980) y «Can You Feel It» (1980).
En 1978, el cantante interpretó el papel de Espantapájaros en la película El mago, nueva versión del musical El mago de Oz (1939) realizada esta vez por actores de origen afrodescendiente. La película —dirigida por Sidney Lumet y coprotagonizada por Diana Ross, Nipsey Russell y Ted Ross— fue un fracaso en taquilla. Su score fue arreglado por Quincy Jones, a quien Jackson había conocido previamente cuando tenía 12 años en la casa de Sammy Davis Jr. Jones acordó producir el próximo álbum en solitario de Jackson. Durante su estancia en Nueva York, Jackson frecuentó la discoteca Studio 54 y fue expuesto al hip hop inicial, influenciando su beatboxing en futuras canciones como «Workin' Day and Night». En 1979, Jackson se rompió la nariz durante una compleja rutina de baile. Su posterior rinoplastia no fue un éxito completo; se quejaba de dificultades respiratorias que afectarían su carrera. Fue enviado al doctor Steven Hoefflin, quien realizó la segunda rinoplastia de Jackson y operaciones posteriores.
El quinto álbum en solitario de Jackson, Off the Wall (1979), coproducido por Jackson y Jones, definió a Jackson como intérprete en solitario. El álbum ayudó a Jackson a pasar del bubblegum pop de su juventud a los sonidos más complejos que crearía como adulto. Los compositores del álbum incluían a Jackson, Rod Temperton, Stevie Wonder y Paul McCartney. Off the Wall fue el primer álbum en solitario que generó cuatro éxitos en los 10 mejores en Estados Unidos: «Off the Wall», «She's Out of My Life» y los sencillos «Don't Stop 'Til You Get Enough» y «Rock with You». El álbum alcanzó el número tres en el Billboard 200 y finalmente vendió más de 20 millones de copias en todo el mundo. En 1980, Jackson ganó tres premios en los Premios American Music por sus esfuerzos en solitario: Álbum Soul/R&B Favorito, Mejor Artista Masculino Soul/R&B y Sencillo Soul/R&B Favorito para «Don't Stop 'Til You Get Enough». También ganó premios Billboard Year-End por Top Black Artist y Top Black Album, y un premio Grammy por Mejor Interpretación Vocal de R&B Masculina en 1979 con «Don't Stop 'Til You Get Enough». En 1981 Jackson fue el ganador de los Premios American Music por Álbum Soul/R&B Favorito y Mejor Artista Masculino Soul/R&B. A pesar de su éxito comercial, Jackson sentía que Off the Wall debería haber tenido un mayor impacto, y estaba decidido a superar las expectativas con su próximo lanzamiento. En 1980, obtuvo la tasa de regalías más alta en la industria de la música: el 37 por ciento de los beneficios del álbum al por mayor.
Jackson grabó con el cantante de Queen Freddie Mercury de 1981 a 1983, incluyendo una maqueta de «State of Shock», «Victory» y «There Must Be More to Life Than This». Las grabaciones estaban destinadas a un álbum de duetos, pero, según el entonces mánager de Queen, Jim Beach, la relación entre los cantantes se agrió cuando Jackson insistió en traer una llama al estudio de grabación. Las colaboraciones no fueron lanzadas oficialmente hasta 2014. Jackson pasó a grabar el sencillo «State of Shock» con Mick Jagger para el álbum de los Jacksons Victory (1984). Mercury incluyó la versión en solitario de «There Must Be More To Life Than This» en su álbum Mr. Bad Guy (1985). En 1982, Jackson combinó sus intereses en la composición y el cine cuando contribuyó con la canción «Someone in the Dark» al audiolibro para la película E.T., el extraterrestre. La canción, con Jones como su productor, ganó un Grammy a la mejor grabación para niños de 1984.

### 1982-1983:ThrilleryMotown

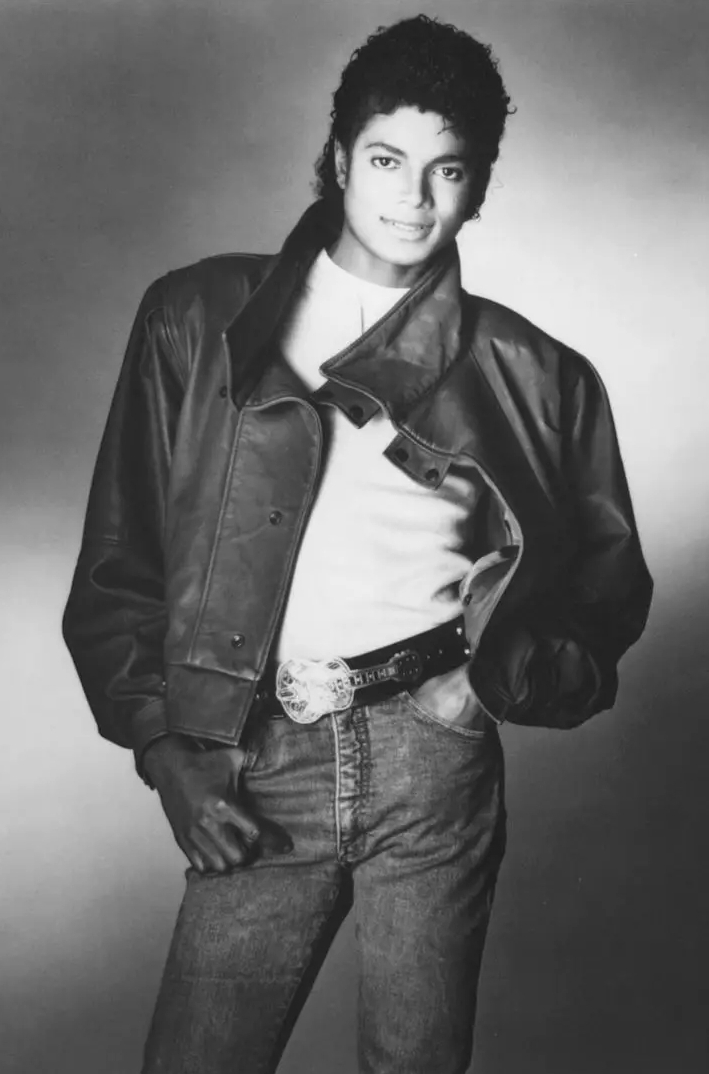
Michael Jackson en 1983.

Un éxito aún mayor vino con el sexto álbum de Jackson, Thriller, lanzado a finales de 1982. El álbum le valió a Jackson siete Grammys más y ocho premios American Music, entre ellos el Premio al Mérito, el artista más joven en ganarlo. Fue el álbum más vendido en todo el mundo en 1983, y se convirtió en el álbum más vendido de todos los tiempos en los Estados Unidos y el álbum más vendido de todos los tiempos en todo el mundo, vendiendo un estimado de 65 millones de copias. Encabezó la lista Billboard 200 durante 37 semanas y estuvo entre los 10 primeros de los 200 durante 80 semanas consecutivas. Fue el primer álbum en tener siete sencillos top 10 en el Billboard Hot 100, incluyendo «Billie Jean», «Beat It» y «Wanna Be Startin' Somethin'». En diciembre de 2015, Thriller fue certificado por 30 millones de copias equivalentes por la RIAA, convirtiéndolo en el único álbum en lograr esa hazaña en Estados Unidos. Según los herederos de Jackson, el álbum ha vendido más de 105 millones de copias, aunque es difícil calcular las cifras a nivel mundial. Thriller le valió a Jackson y Quincy Jones el premio Grammy para Productor del año, no clásico para 1984. También ganó el Álbum del Año, con Jackson como el artista del álbum y Jones como su coproductor, y un premio a la Mejor Interpretación Vocal Pop Masculina, para Jackson. «Beat It» ganó la Mejor Grabación del Año, con Jackson como artista y Jones como coproductor, y un premio Mejor Interpretación Vocal de Rock Masculina, para Jackson. «Billie Jean» le valió a Jackson dos premios Grammy, Mejor Canción R&B, con Jackson como su compositor y Mejor Interpretación Vocal de R&B Masculina, como su artista. Thriller también ganó otro Grammy por Mejor Arreglo para Álbum – No Clásica en 1984, otorgando a Bruce Swedien por su trabajo en el álbum. Los Premios American Music de 1984 proporcionaron a Jackson un Premio al Mérito y el premio American Music al Mejor Artista Masculino Soul/R&B y Artista Pop/Rock Masculino Favorito. «Beat It» le valió a Jackson el premio American Music por Vídeo Favorito de Soul/R&B, Vídeo Favorito - Pop/Rock y Sencillo Pop/Rock Favorito. Thriller le valió el premio American Music para Álbum Soul/R&B Favorito y Mejor Álbum Pop/Rock.

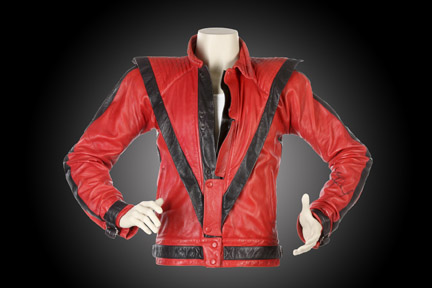
Chaqueta del videoclip Thriller vendida por 1,8 millones de dólares.

Además del álbum, Jackson lanzó Thriller, un vídeo musical de 14 minutos dirigido por John Landis, en 1983. El vídeo con temas de zombis «redefinió los vídeos musicales y rompió las barreras raciales» en MTV, un canal de televisión de entretenimiento en ciernes en ese momento. En diciembre de 2009, la Biblioteca del Congreso seleccionó el vídeo musical Thriller para su inclusión en el Registro Nacional de Cine. Fue una de las 25 películas nombradas ese año como «obras de gran importancia para la cultura estadounidense» que se «conservarían para siempre». A partir de 2009, Thriller es el único vídeo musical que ha sido incluido en el registro.

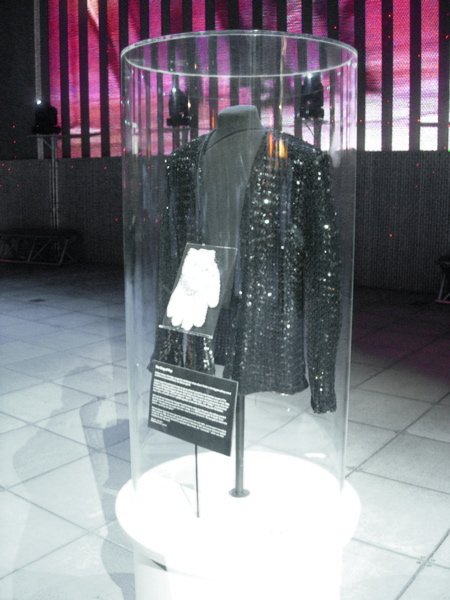
La chaqueta y el guante de lentejuelas blanco usados por Jackson en Motown 25: Yesterday, Today, Forever, uno de los aspectos insignia más famosos de Jackson.

Jackson tenía la tasa de regalías más alta en la industria de la música en ese momento, aproximadamente 2 dólares por cada álbum vendido, y estaba haciendo ganancias récord de las ventas de sus grabaciones. La cinta de vídeo del documental The Making of Michael Jackson's Thriller vendió más de 350.000 copias en pocos meses. Se vio la llegada de novedades tales como muñecos modelados según el estilo de Jackson, que aparecieron en almacenes en mayo de 1984 a un precio de 12 dólares. El biógrafo J. Randy Taraborrelli escribe que «Thriller dejó de venderse como un artículo de ocio —como una revista, un juguete, boletos para una exitosa película— y comenzó a vender como un producto básico para el hogar». En 1985, The Making of Michael Jackson's Thriller ganó un Grammy por Mejor Vídeo Musical de Formato Largo. Time describió la influencia de Jackson en ese momento como «estrella de discos, radio, video de rock, un equipo de rescate de un hombre para el negocio de la música. Un compositor que marca el ritmo durante una década. Cantante que atraviesa todos los límites del gusto y el estilo y el color también». The New York Times escribió que «en el mundo de la música pop, está Michael Jackson y están todos los demás».
El 25 de marzo de 1983, Jackson se reunió con sus hermanos para una actuación grabada en el Pasadena Civic Auditorium para Motown 25: Yesterday, Today, Forever, un especial de televisión NBC. El espectáculo se transmitió el 16 de mayo de 1983, con una audiencia estimada de 47 millones, y ofreció a los Jacksons y otras estrellas de Motown. Es mejor recordado por la actuación en solitario de Jackson de «Billie Jean», que le valió a Jackson su primera nominación al Emmy. Llevando una chaqueta de lentejuelas negras y un guante de golf decorado con diamantes de imitación, debutó su movimiento de baile insignia, el moonwalk, que el exbailarín de Soul Train y miembro de Shalamar Jeffrey Daniel, le había enseñado tres años antes. Jackson había rechazado originalmente la invitación para actuar en el espectáculo, creyendo que había estado haciendo demasiada televisión en ese momento; A petición del fundador de Motown, Berry Gordy, aceptó actuar a cambio de tiempo para hacer una actuación en solitario. Según el reportero de Rolling Stone, Mikal Gilmore, «Hay momentos en los que sabes que estás oyendo o viendo algo extraordinario... aquello vino esa noche». La actuación de Jackson causó comparaciones con las apariciones de Elvis Presley y The Beatles en The Ed Sullivan Show. Anna Kisselgoff, de The New York Times, escribió en 1988: «El moonwalk que lo hizo famoso es una metáfora apta para su estilo de baile, ¿cómo lo hace? Como técnico, es un gran ilusionista, un auténtico mimo. Mantener una pierna recta mientras se desliza mientras que la otra se dobla y parece caminar requiere sincronización perfecta». Gordy dijo de la actuación: «Desde el primer compás de 'Billie Jean', estaba hipnotizado, y cuando hizo su icónico moonwalk, me sorprendió, fue mágico, Michael Jackson entró en órbita, y nunca bajó».

### 1984-1985: Pepsi, «We Are the World» y otros emprendimientos

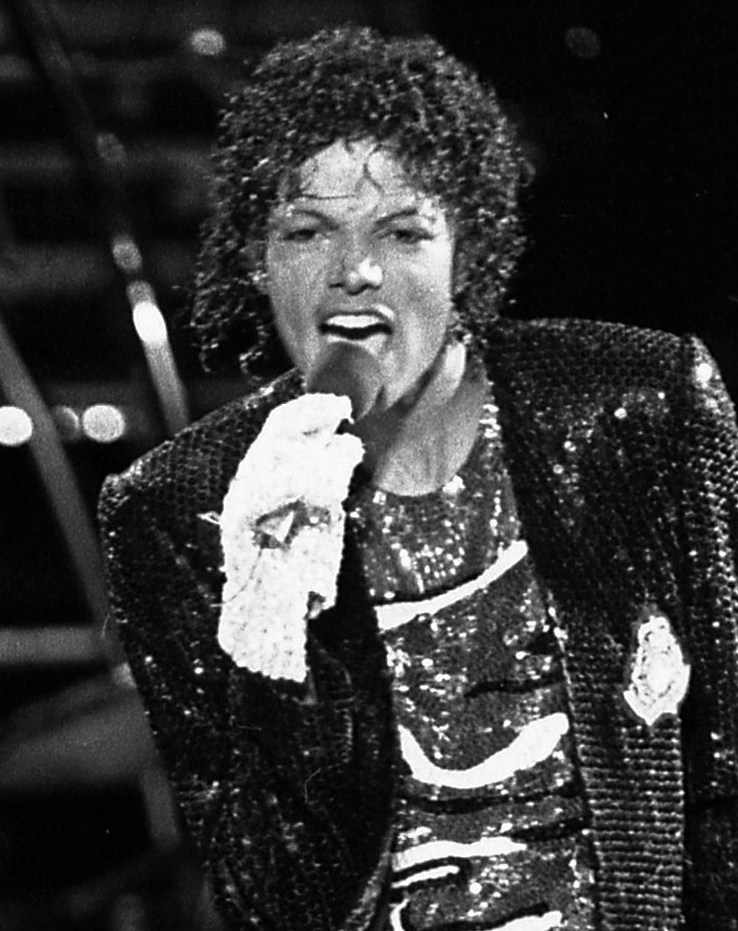
Michael Jackson en su gira Victory Tour en el Arrowhead Stadium (1984)

En noviembre de 1983, Jackson y sus hermanos se asociaron con PepsiCo en un acuerdo promocional de 5 millones de dólares que rompió todos los récords anteriores de una publicidad respaldada por celebridades. La primera campaña de Pepsi Cola, que se desarrolló en los Estados Unidos entre 1983 y 1984 y lanzó su icónico tema «New Generation», incluyó el patrocinio de giras, eventos de relaciones públicas y exhibiciones comerciales. Jackson, quien estuvo involucrado en crear el anuncio, sugirió usar su canción «Billie Jean» como su jingle con letras revisadas. Según un informe de Billboard en 2009, Brian J. Murphy, vicepresidente ejecutivo de gestión de marca de TBA Global, dijo: «No se podía separar la gira de la aprobación de la licencia de la música, y luego la integración de la música en la fábrica de Pepsi».
El 27 de enero de 1984, Michael y otros miembros de los Jacksons filmaron un comercial de Pepsi supervisado por el ejecutivo Phil Dusenberry, ejecutivo de una agencia de publicidad de BBDO, y Alan Pottasch, Director Creativo Mundial de Pepsi, en el Shrine Auditorium de Los Ángeles. Durante un concierto simulado ante un pabellón lleno de aficionados, la pirotecnia accidentalmente prendió el pelo de Jackson en llamas, causándole quemaduras de segundo grado en el cuero cabelludo. Jackson fue sometido a tratamiento para ocultar las cicatrices y a una tercera rinoplastia poco después. Pepsi llegó a un arreglo extrajudicial, y Jackson donó el acuerdo de 1.5 millones de dólares al Brotman Medical Center en Culver City, California; su Michael Jackson Burn Center se nombra en su honor. Dusenberry contó el episodio en autobiografía, Then We Set His Hair on Fire: Insights and Accidents from a Hall of Fame Career in Advertising. Jackson firmó un segundo acuerdo con Pepsi a finales de los ochenta por unos 10 millones de dólares reportados. La segunda campaña tenía un alcance global de más de 20 países y proporcionaría apoyo financiero para el álbum Bad de Jackson y la gira mundial de 1987-88. Aunque Jackson tenía promociones y acuerdos publicitarios con otras compañías, como LA Gear, Suzuki y Sony, ninguno fue tan importante como sus acuerdos con Pepsi, que más tarde firmaron otras estrellas de la música como Britney Spears y Beyoncé para promover sus productos.

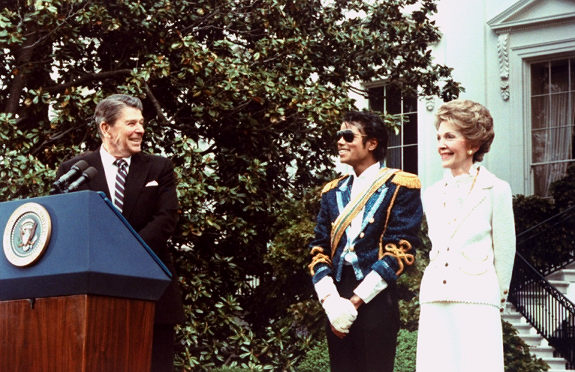
Jackson en la Casa Blanca recibió un premio del presidente Ronald Reagan y la primera dama Nancy Reagan, 1984.

El trabajo humanitario de Jackson fue reconocido el 14 de mayo de 1984, cuando fue invitado a la Casa Blanca para recibir un premio del presidente Ronald Reagan por su apoyo a organizaciones benéficas que ayudaban a las personas a superar el abuso de alcohol y drogas y en reconocimiento a su apoyo a la campaña de prevención de conducción en estado de ebriedad de Ad Council y la NHTSA. Jackson donó el uso de «Beat It» para los anuncios de servicio público de la campaña.
A diferencia de los últimos álbumes, Thriller no tuvo una gira oficial, pero el Victory Tour de 1984 encabezó a The Jacksons y mostró gran parte del nuevo material en solitario de Jackson a más de dos millones de estadounidenses. Fue la última gira que haría con sus hermanos. Jackson llevó a cabo una conferencia de prensa y anunció que él donaría su porción de los ingresos, un estimado 3 a 5 millones de dólares, a la caridad.

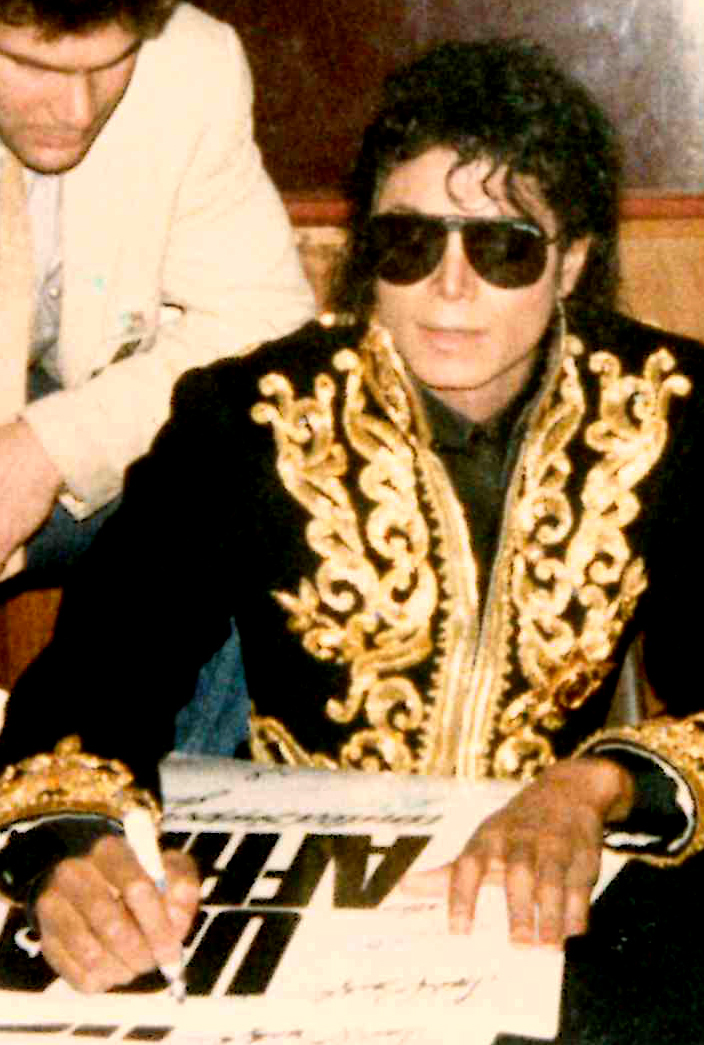
Jackson firmando carteles de We Are The World en A&M Studios en Hollywood (1985).

En 1985, escrita junto a Lionel Richie y en colaboración con un extenso número de cantantes, entre los que se hallan Stevie Wonder, Diana Ross, Tina Turner, Bob Dylan y Bruce Springsteen, entre otros, lanzó USA for Africa, una producción musical que contenía el sencillo «We Are the World», que fue grabado el 28 de enero de 1985 y fue lanzado mundialmente en marzo de 1985. La canción logró ganancias de 63 millones de dólares, las cuales fueron donadas para el alivio del hambre en Etiopía, y se convirtió en uno de los sencillos más vendidos de todos los tiempos, con más 20 millones de copias vendidas. «We Are the World» ganó cuatro Grammys para 1985, incluyendo Canción del Año. Aunque los directores de los American Music Awards eliminaron la canción benéfica de la competencia porque consideraron que sería inapropiado, el programa AMA en 1986 concluyó con un tributo a la canción en honor a su primer aniversario. Los creadores del proyecto recibieron dos honores especiales de AMA: uno por la creación de la canción y otro por la idea de USA for Africa. Jackson, Quincy Jones y el promotor de entretenimiento Ken Kragan recibieron premios especiales por sus papeles en la creación de la canción. En ese año, ATV Music puso a la venta los derechos de autor sobre las canciones más representativas del grupo The Beatles, compuestas en su mayoría por el dúo de compositores Lennon/McCartney. Jackson se interesó en comprar este catálogo de canciones después de haber trabajado con Paul McCartney, a comienzos de los años 1980. Finalmente, después de diez meses de negociaciones, Michael adquirió el catálogo, luego de pagar 47 millones de dólares. Más tarde, esto terminó en una enemistad con McCartney, ya que él también tenía intenciones de comprarlo.

### 1986-1990: cambio de apariencia, tabloides,Bad, películas, autobiografía, y Neverland

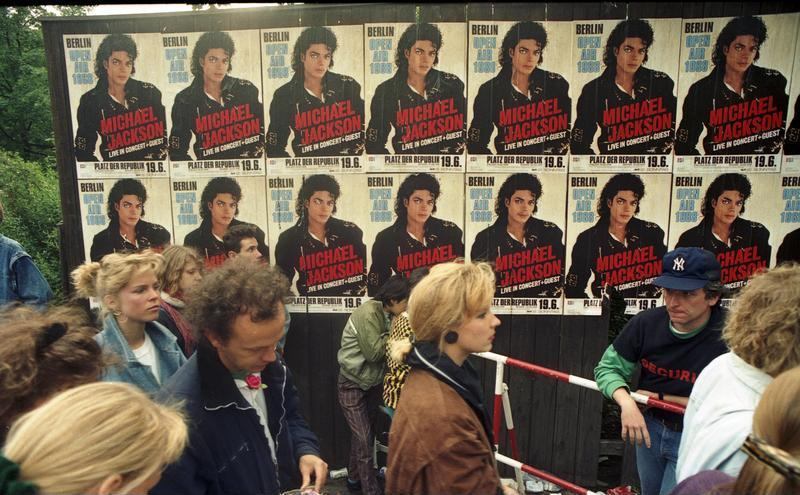
Gente formada durante el concierto del Bad World Tour en Berlín(1987).

En 1986, a Jackson se le diagnosticó vitíligo, por lo que su piel fue perdiendo pigmentación. Esta enfermedad hizo que tuviera que evitar la exposición ante la luz solar. Para poder darle un tono más homogéneo a su piel, recurrió al maquillaje.
A principios de los años 1980, Jackson comenzó a realizar una estricta dieta vegetariana. En esa década, varios periódicos publicaron una foto en la que el artista estaba recostado dentro de una cámara de oxígeno y que según ellos dormía allí para evitar envejecer, rumor que luego fue desmentido por él mismo. También en esos años surgieron otros rumores que fueron negados por él, como por ejemplo que tenía intenciones de comprar los huesos del llamado hombre elefante.
Más tarde, protagonizó el cortometraje en 3D Captain EO, bajo la dirección de Francis Ford Coppola y George Lucas. Este filme contó con un gran presupuesto aproximadamente de 30 millones de dólares y fue distribuido de manera exclusiva en los parques temáticos de Disney, debutó en septiembre de 1986 tanto en el parque Magic Kingdom como en Epcot en Florida. Después lanzó Bad (1987), su primer álbum de estudio en cinco años. Esta producción fue un gran triunfo comercial, aunque no alcanzó las ventas logradas por su anterior trabajo discográfico, Thriller. De este disco se desprendieron siete exitosos sencillos, de los cuales cinco de ellos («I Just Can't Stop Loving You», «Bad», «The Way You Make Me Feel», «Man in the Mirror» y «Dirty Diana») alcanzaron el primer puesto del Billboard Hot 100 estableciendo así el récord de más sencillos en el número uno de un mismo álbum, el cual aún no ha sido superado. Desde su publicación, Bad ha vendido más de treinta y cuatro millones de copias en todo el mundo.
El 12 de septiembre de 1987 comenzó el Bad World Tour, gira que culminó el 27 de enero de 1989. Solo en Japón, la gira vendió la totalidad de las entradas en 14 ocasiones y congregó a 570.000 personas, casi triplicando el récord anterior de 200.000 en una sola gira. Jackson ingresó al Libro Guinness de los Récords cuando llenó por completo siete veces el estadio de Wembley, congregando a más de medio millón de espectadores. La gira constó de 123 conciertos y obtuvo una recaudación de 125 millones de dólares, con una audiencia de 4.4 millones de personas convirtiéndose así en una de las giras musicales más exitosas de la historia. Parte de las ganancias fueron donadas a hospitales, orfanatos y a entidades de beneficencia. En junio de 1988, el entonces alcalde de París Jacques Chirac le otorgó la Medalla de la Villa de París durante su estancia en la ciudad con motivo del Bad World Tour.

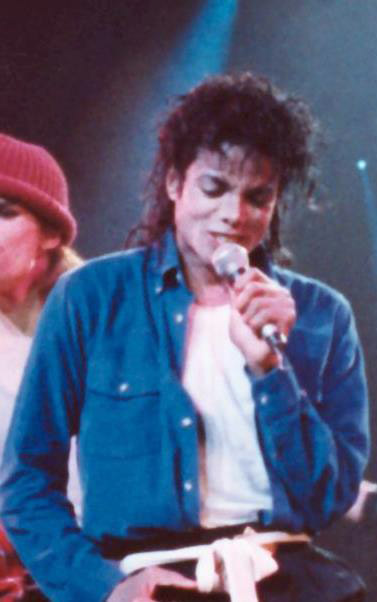
Jackson cantando «The Way You Make Me Feel» en Nueva York, 1988.

En 1988, publicó su primera autobiografía, titulada Moonwalk, donde describió su infancia, The Jackson 5, y el abuso que había sufrido. También escribió sobre los cambios en su aspecto facial, atribuyéndolos a la pubertad, pérdida de peso, una dieta vegetariana estricta, un cambio en el estilo de pelo, y la iluminación en el escenario, el libro llegó a ser un éxito y vendió quinientos mil ejemplares, además llegó a ser el libro más vendido en los EE. UU. en ese año según el periódico The New York Times. También en ese año, se presentó la película Moonwalker, que contiene los videos musicales que acompañaron el lanzamiento de sus sencillos «Bad», «Smooth Criminal», «Speed Demon» y «Leave Me Alone». Esta videocinta llegó a la cima de la lista Billboard Top Music Vídeo Cassette, que agrupaba los videos más vendidos, permaneciendo allí durante veintidós semanas consecutivas. Finalmente fue eliminado de la primera posición por su predecesor Michael Jackson: La leyenda continúa.

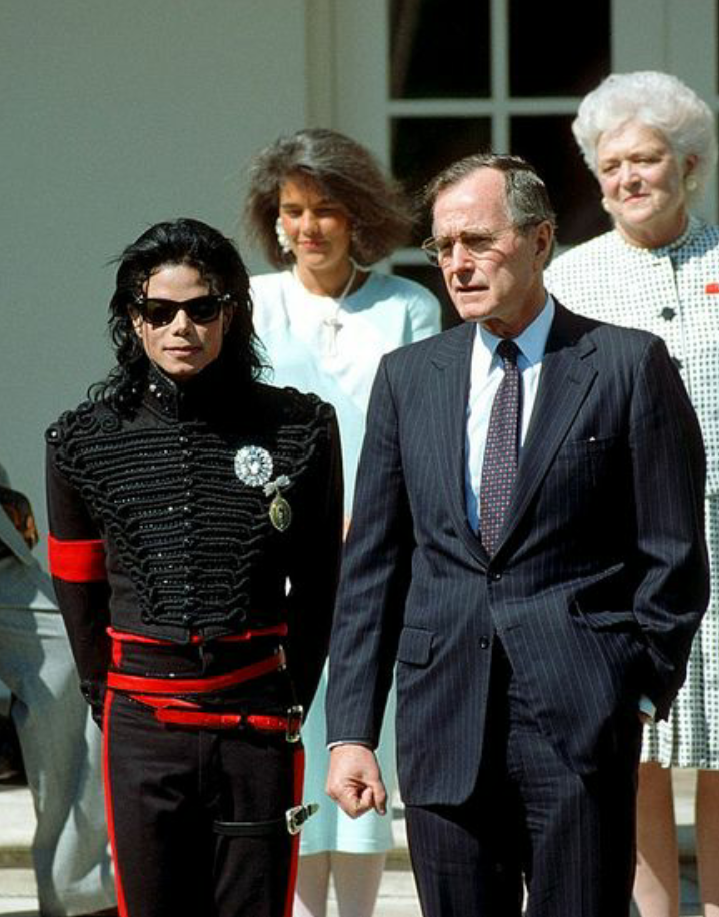
Jackson en la Casa Blanca con el presidente George H. W. Bush, 1990.

En marzo de 1988, compró una finca en Santa Ynez, California, por diecisiete millones de dólares para construir allí su rancho Neverland. En esta propiedad hizo que se construyera un parque de atracciones, un zoológico y un cine. Además, contrató a cuarenta personas para que se ocupasen de la seguridad del lugar. En 2003 Neverland se valoró en cien millones de dólares. En 1989, gracias a las ventas de sus álbumes y sus conciertos, obtuvo ganancias estimadas en 125 millones de dólares, convirtiéndose así en uno de los artistas mejor pagados del mundo.
Gracias a la enorme popularidad que cosechó fue apodado «el rey del pop». Este sobrenombre lo popularizó su amiga Elizabeth Taylor, cuando en una entrega de premios lo presentó como «el auténtico rey del pop, rock y soul». El entonces presidente estadounidense George H. W. Bush lo nombró el «artista de la década». Más tarde, interpretó la canción «You Were There» en el festejo del cumpleaños número sesenta del comediante y cantante Sammy Davis, Jr., actuación que le valió una nominación al premio Emmy.

### 1991-1993:Dangerous, fundación Heal the World y Super Bowl XXVII
En marzo de 1991, renovó su contrato con Sony por 65 millones de dólares. En ese año publicó Dangerous, su octavo álbum de estudio. Dangerous vendió siete millones de copias en Estados Unidos y 32 millones de copias a nivel mundial. El primer sencillo del álbum fue «Black or White», el cual alcanzó el puesto número uno del Billboard Hot 100 y permaneció allí durante siete semanas consecutivas, con un éxito similar en otras partes del mundo. El segundo sencillo fue «Remember the Time» el cual llegó al puesto número 3 de la misma lista, su videoclip es reconocido por su baile, vestuario y escenografía ambientados en el Antiguo Egipto. «Heal the World», el tercer sencillo de Dangerous, contó con un videoclip en el que Jackson no aparece en ningún momento.
A principios de 1992, el cantante visitó el continente africano; el viaje tuvo como primera parada Gabón, donde fue recibido por más de 100.000 personas y fue condecorado con el grado de Oficial de la Orden Nacional del Mérito por el presidente Omar Bongo. Tras el viaje, Jackson creó la Heal the World Foundation para poder ayudar a través de ella a los niños más desamparados del mundo, víctimas de la violencia, la pobreza y las enfermedades terminales. El 27 de junio de 1992 comenzó el Dangerous World Tour, gira que finalizó el 11 de noviembre de 1993, recaudó un total de 100 millones de dólares y congregó a tres millones y medio de personas en 69 conciertos. Todas las ganancias de la gira fueron donadas a la fundación Heal the World.
Una de las actuaciones más aclamadas del artista fue su espectáculo de medio tiempo del Super Bowl XXVII. Cuando se presentó en el escenario, lo hizo vestido con una chaqueta militar de color dorado y negro y gafas oscuras; en la introducción del espectáculo, en cada una de las cuatro pantallas del estadio bailarines disfrazados de Michael Jackson salieron por encima de estas, creando así el efecto de que salían directamente del vídeo reproducido, luego Jackson permaneció casi inmóvil durante varios minutos ante la ovación del público presente. Después se quitó lentamente las gafas, para luego comenzar a cantar y bailar. El espectáculo contó con la participación del público, en las graderías con papeles de colores recrearon una imagen de muchos niños de diferentes partes del mundo cogidos de la mano, para finalizar en la mitad del campo fue colocado un globo terráqueo gigante, en la parte inferior Jackson cantó junto a decenas de niños en el escenario. En este espectáculo interpretó las canciones «Jam», «Billie Jean», «Black or White» y «Heal the World».
Este segmento fue seguido en directo por más de 133,4 millones de espectadores solo en Estados Unidos. El espectáculo de medio tiempo de Michael Jackson provocó una tendencia en la contratación de artistas y personajes famosos por parte de la NFL para la diversión en los intermedios del Super Bowl. En el espectáculo de medio tiempo del Super Bowl 50, la cantante Beyoncé rindió homenaje a Jackson utilizando una versión femenina del traje con el que él había aparecido anteriormente en el mismo show.
En la entrega de los premios Grammy de 1993, Michael Jackson recibió el premio especial Living Legend por su contribución a la música. Por su sencillo «Black or White» fue nominado como mejor vocalista de pop, mientras que por «Jam» fue nominado como mejor vocalista de R&B y mejor canción de R&B. En ese mismo año la canción llamada «Will You Be There» de su álbum Dangerous fue lanzada como sencillo y banda sonora de la película Liberen A Willy, la canción llegó a posicionarse en el séptimo puesto del Hot 100, además fue uno de los sencillos más vendidos de 1993.
Jackson acordó producir la banda sonora para el videojuego de 1994 hecho por Sega, Sonic the Hedgehog 3, con los colaboradores Brad Buxer, Bobby Brooks, Darryl Ross, Geoff Grace, Doug Grigsby y Cirocco Jones. Jackson dejó el proyecto antes de la terminación y nunca fue oficialmente acreditado, supuestamente debido a su insatisfacción con el chip de audio de la consola Sega Genesis.

### 1993-1994: primera acusación de abusos y primer matrimonio
En febrero de 1993, Jackson accedió a ser entrevistado por Oprah Winfrey, en un reportaje que fue seguido en directo por aproximadamente 62 millones de televidentes. Allí habló acerca de su infancia, su adolescencia, la relación con sus padres y hermanos y su carrera profesional. También desmintió los rumores que señalaban que quería comprar los huesos del Hombre elefante, y que dormía en una cámara hiperbárica. Así mismo, ante los rumores y acusaciones de que había decidido despigmentarse las partes de su piel no afectadas por el vitíligo con el uso de cremas blanqueantes, contestó que desconocía la existencia de cremas blanqueantes de piel y que disimulaba su apariencia con maquillaje en las zonas aún pigmentadas. Habló también de la serie de cirugías estéticas en su rostro (las cuales según él fueron tres: una para colocarse un hoyuelo y otras dos en su nariz).
En la entrevista Jackson afirmó que el vitíligo era genético, pues su abuelo también lo padecía. Después de su muerte, la autopsia corroboró que padecía la enfermedad, y se ha comprobado que su hijo mayor, Prince Michael, padece también vitíligo.

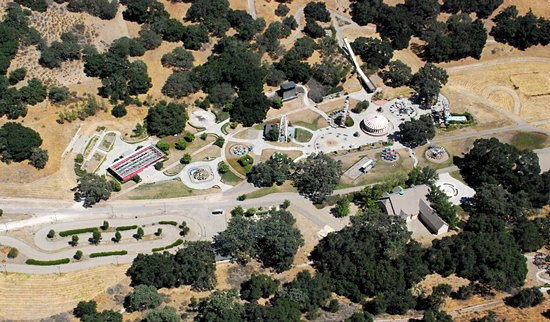
Vista aérea del rancho Neverland antiguo hogar de Jackson, donde según Chandler se produjeron los hechos.

En el verano de 1993, el cantante fue acusado de haber abusado sexualmente de Jordan Chandler, uno de los muchos niños que solía acoger en su mansión de Neverland, por parte del niño y de su padre, Evan Chandler. Jordan, quien entonces tenía trece años de edad, lo acusó de haberlo besado, masturbado y de haberlo sometido a sexo oral. El consiguiente escándalo repercutió gravemente en el estado de ánimo y la imagen pública del cantante, y por tanto en su carrera.
Por petición de la justicia, su rancho de Neverland fue inspeccionado y varios niños y familias acusaron al cantante de ser un pedófilo. Su hermana mayor, La Toya, también insinuó creer en la veracidad de las acusaciones de que el artista abusó sexualmente de varios niños, aunque tiempo después se retractó de lo dicho. Entonces, Michael Jackson tuvo que someterse a una revisión para poder corroborar las descripciones que Jordan había hecho de los genitales del artista. A pesar de que se hallaron ciertas similitudes en las descripciones hechas por el acusador, esto no fue suficiente para que Jackson fuera declarado culpable. Pese a toda la repercusión mediática del caso, Jackson siguió sosteniendo su inocencia.

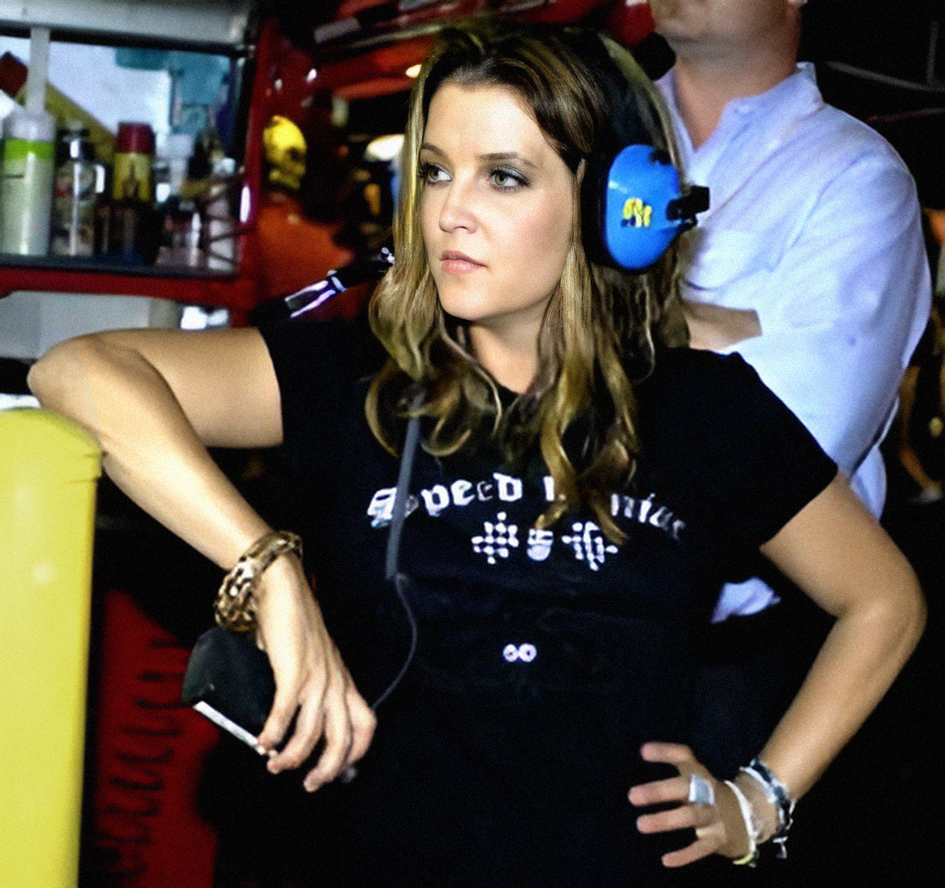
Lisa Marie Presley fue la primera esposa de Jackson.

La compañía de seguros del cantante llegó a un acuerdo extrajudicial con la familia Chandler, pagándoles quince millones de dólares que evitarían que Jackson fuese llevado a un juicio penal. Si bien dicho acuerdo ha sido percibido en la opinión pública como una admisión de culpabilidad, el mismo estableció específicamente que Jackson no admitió ningún delito ni responsabilidad y, legalmente, un acuerdo no puede utilizarse como evidencia de culpabilidad en futuros casos civiles y penales. El pago del acuerdo fue «por presuntas lesiones personales derivadas de reclamos por negligencia y no por reclamos de actos intencionales o incorrectos de abuso sexual». En el documento del acuerdo, ambas partes acordaron que no hablarían sobre los detalles del caso en público, pero esto no detenía a los Chandler de testificar en un juicio penal o que compartieran información con las autoridades en una investigación criminal futura. El mismo también declara firmemente que no hay admisión de irregularidades por parte de Jackson ni la admisión de abuso o inmodestia y que bajo ninguna circunstancia se retendría ningún pago a los demandantes, incluso si fueran a declarar contra Jackson. El abogado de los Chandler, Larry Feldman, declaró explícitamente que «nadie compró el silencio de nadie».
Tras la muerte de Jackson en junio de 2009, hubo publicaciones que aseguraban que Jordan Chandler había admitido que el cantante nunca abusó sexualmente de él; no obstante, Chandler jamás ha hablado públicamente al respecto. En el juicio de 2005 en contra del cantante hubo testigos que conocían personalmente a Chandler y, de acuerdo con el abogado de Jackson, Thomas Mesereau, Jordan les había confesado que Jackson jamás había abusado sexualmente de él. De acuerdo con documentos de Jackson de la FBI, cuando los fiscales le pidieron a Chandler que testificara en el juicio de 2005 este se negó y dijo que «lucharía legalmente» contra cualquier intento de hacerlo testificar en contra de Jackson.
En mayo de 1994, Jackson se casó con la cantautora Lisa Marie Presley, hija de Elvis Presley. La pareja se había conocido en 1975, cuando Michael y su familia residían en el MGM Grand Hotel and Casino, donde la agrupación The Jackson Five realizaba conciertos, y a comienzos de 1993 retomaron su relación. Jackson y Presley contrajeron matrimonio en la República Dominicana y lo mantuvieron en secreto durante dos meses. Algunos periódicos y revistas especularon con que la boda de ambos cantantes era solo una estrategia publicitaria. La pareja terminó por divorciarse veinte meses después.

### 1995-1999:HIStory, segundo matrimonio y paternidad

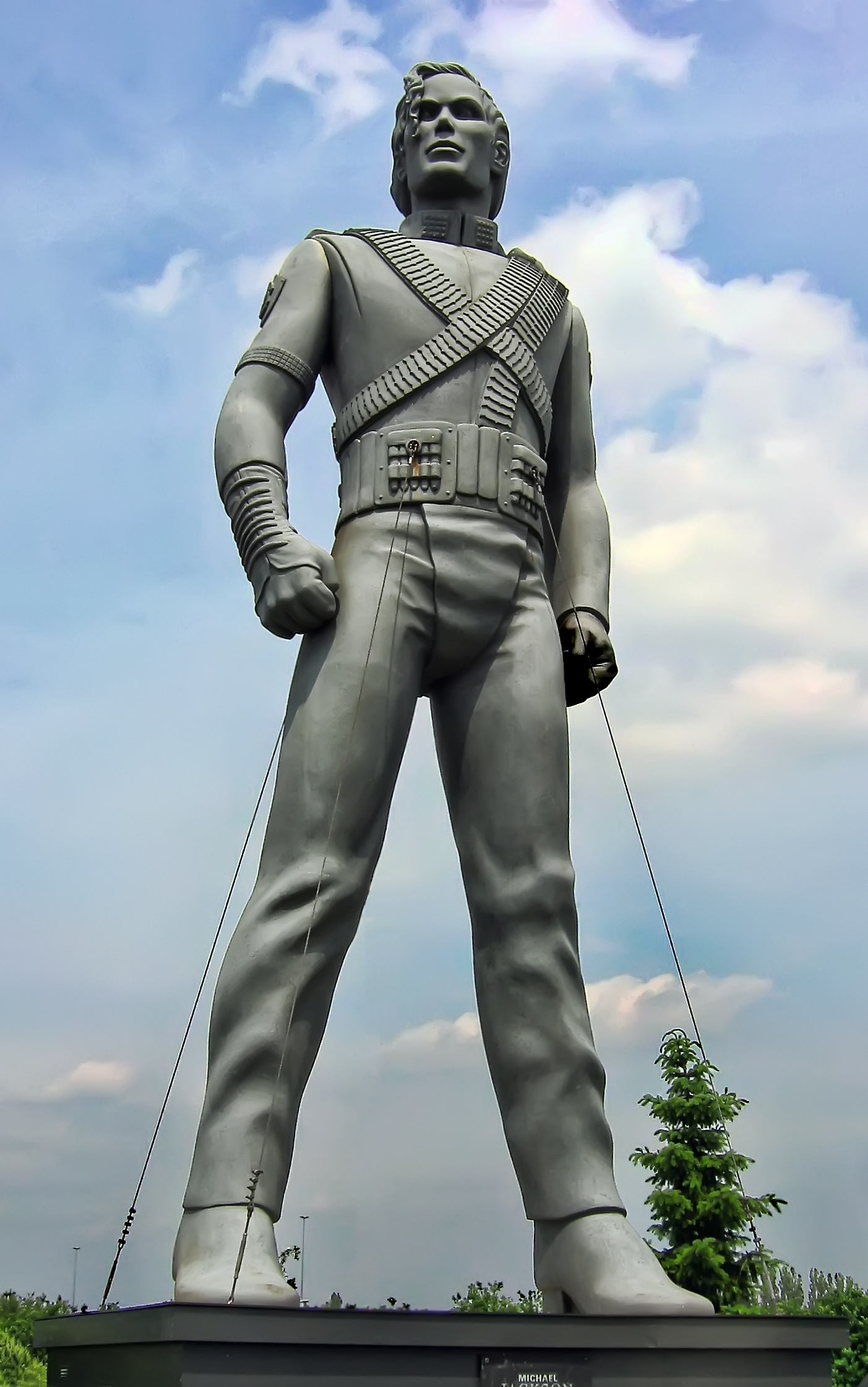
Una de las estatuas presentadas en Europa para promocionar el álbum recopilatorio HIStory: Past, Present and Future, Book I.

En 1995 publicó el álbum doble HIStory: Past, Present and Future, Book I. El primer disco, HIStory Begins, contenía los temas más exitosos de su carrera y luego fue reeditado con el nombre de Greatest Hits: HIStory, Volume I, en 2001; mientras que el segundo compacto, HIStory Continues, contenía quince nuevas canciones. Esta producción llegó al puesto número uno del Billboard 200. Vendió más de veinte millones de copias en todo el mundo y se convirtió así en el disco doble más vendido de todos los tiempos, Ha sido certificado por siete millones de ventas en Estados Unidos, y además HIStory recibió una nominación al Grammy por Álbum del Año.
Jackson fusionó su catálogo de ATV Music con la división de edición musical de Sony, la creación de Sony / ATV Music Publishing. Se conservó la propiedad de la mitad de la compañía, ganando $ 95 millones de la delantera, así como los derechos de las canciones.
El primer sencillo del disco, «Scream», grabado a dúo con su hermana Janet, alcanzó la posición número cinco del Billboard Hot 100 y fue nominado al Grammy como mejor colaboración pop. El segundo sencillo fue «You Are Not Alone», el cual ingresó al Libro Guinness de los Récords como la primera canción que debutó en el primer puesto de la lista Billboard Hot 100. Este tema tuvo un gran éxito comercial y de crítica, recibiendo una nominación al Grammy como mejor actuación vocal pop. A finales de 1995, Jackson fue hospitalizado debido a que sufrió un ataque de pánico durante un ensayo. El tercer sencillo de HIStory fue «Earth Song», el cual consiguió gran éxito en el Reino Unido donde permaneció en la cima de las listas de popularidad en ese año. Luego de esto, Jackson lanzó como sencillo la canción «They Don't Care About Us» que consiguió el primer puesto en países como Alemania, Italia, México, Turquía e Islandia; la canción sucitó polémicas por su fuerte lírica antisemitista, el vídeo contó con dos versiones, una en la que jackson actúa de preso y otra que se sitúa en una favela de Río de Janeiro en Brasil.
En septiembre de 1996 se embarcó en el exitoso HIStory World Tour, gira que culminó en octubre de 1997. En este tour, Jackson realizó 82 conciertos en los cinco continentes, 35 países y 58 ciudades con una asistencia de más de 4,5 millones de personas, y recaudó un total de 165 millones de dólares convirtiéndose en su gira más exitosa en términos de índices de audiencia y en una de las giras musicales más exitosas de la historia y la más exitosa por parte de un artista solista masculino hasta 2013.

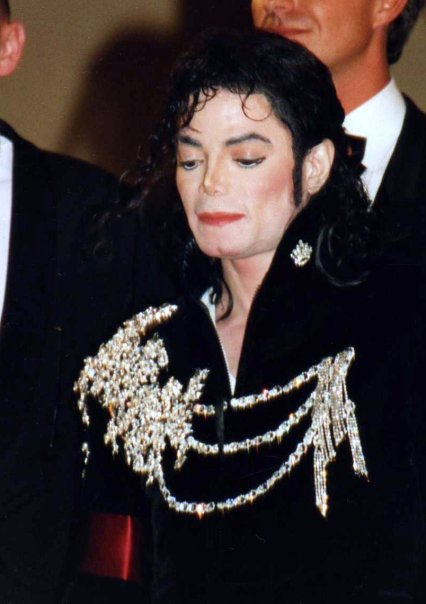
Michael Jackson en el Festival de Cannes 1997 para el estreno de su película Ghosts.

En noviembre de 1996, cuando su gira HIStory World Tour pasaba por Australia, Jackson sorprendió nuevamente a la opinión pública al contraer matrimonio con una enfermera ayudante de su dermatólogo habitual: Debbie Rowe, a quien conocía desde la década anterior. La conoció cuando trabajaba como enfermera en el consultorio de dermatología del doctor Arnold Klein, donde Jackson recibía tratamiento para el vitiligo. Tras el divorcio de Jackson y Lisa Marie Presley en 1996, Jackson se sentía molesto por la posibilidad de que nunca pudiera llegar a ser padre.
Tres meses después del matrimonio, Rowe dio a luz a su hijo, Michael Joseph Jackson Jr. (febrero de 1997), que fue conocido posteriormente como Prince. Al año siguiente dio a luz a una hija, Paris Michael Katherine Jackson (abril de 1998). Jackson asumió toda la responsabilidad de criar a los hijos.
La pareja se divorció en 1999 y ella le otorgó la custodia de ambos niños al cantante, por su parte Rowe recibió un acuerdo de ocho millones de dólares, y una casa en Beverly Hills. Documentos judiciales indican que había firmado un acuerdo prenupcial, por lo que no pudo conseguir un reparto equitativo de los bienes comunes bajo la ley de California.
En 1997, Jackson lanzó Blood on the Dance Floor: HIStory in the Mix, un álbum compuesto por cinco canciones nuevas y ocho remezclas procedentes del disco HIStory. Mundialmente vendió siete millones de copias y se convirtió en el álbum de remezclas más vendido de la historia. El disco, al igual que el sencillo del mismo nombre, llegó al número uno de las listas británicas. En los Estados Unidos, Blood on the Dance Floor fue certificado disco de platino por la RIAA y alcanzó el puesto 24 del Billboard 200. En ese momento, la revista Forbes publicó un artículo en el que calculaba sus ingresos de 1996 y 1997 en 35 y 20 millones de dólares, respectivamente.
En junio de 1999, Jackson participó en varios eventos caritativos. Participó en un concierto benéfico organizado por Luciano Pavarotti en Modena, Italia, cuya recaudación fue destinada para ayudar a los refugiados de Yugoslavia y a los niños más necesitados de Guatemala. A finales de ese mes realizó dos conciertos benéficos titulados «Michael Jackson & Friends» en Alemania y Corea del Sur.
Entre los artistas que participaron en estos espectáculos se hallan Slash, Scorpions, Boyz II Men, Luther Vandross, Mariah Carey, A. R. Rahman, Prabhu Deva Sundaram, Andrea Bocelli y Luciano Pavarotti entre otros. La recaudación fue donada a Cruz Roja y la UNESCO.

### 2000-2003: disputa con Sony,Invincibley tercer hijo
En octubre de 2001 Jackson publicó el álbum Invincible, su primer trabajo discográfico en estudio en seis años. Antes del lanzamiento de este disco, en el año 2000, había ocurrido una disputa entre el cantante y su compañía discográfica: Jackson estaba a la espera del vencimiento del contrato que daba derecho a la distribución de su material a Sony para no depender de la discográfica y hacerse cargo personalmente de promover el material como quisiese y de los beneficios que traería en consecuencia, lo que vendría a ocurrir a comienzos de los años 2000.
El cantante buscó una salida anticipada a su contrato: justo antes de la publicación del álbum, anunció al presidente de Sony, Tommy Mottola que dejaba la discográfica. En consecuencia, dos meses antes de su publicación, la promoción de los sencillos, vídeos musicales y todo lo relacionado con el álbum fue cancelado.
En septiembre de 2001, el cantante presentó el «Michael Jackson: Especial 30 Aniversario», una serie de conciertos en el Madison Square Garden para celebrar su trigésimo aniversario como solista, pocos días antes de los atentados del 11 de septiembre, en esta ocasión apareció por primera vez desde 1984 junto a sus hermanos. El recital también contó con la participación de otros intérpretes como Mýa, Usher, Whitney Houston, 'N Sync, Destiny's Child, Monica, Luther Vandross y Slash, entre muchos otros.
En octubre de ese mismo año, Jackson completó su trabajo en el nuevo sencillo para fines benéficos, titulado «What More Can I Give», una respuesta a los ataques del 11 de septiembre. Al igual que había hecho años atrás con «We are the world», grabó la canción con la participación de varios artistas y con las expectativas de alcanzar una recaudación de cincuenta millones de dólares para las familias de las víctimas de los ataques; sin embargo, el sencillo no salió a la venta, debido al futuro abandono de Sony por parte del cantante. En la grabación, de la que también hubo una versión en español, participaron entre otros Mariah Carey, Céline Dion, Ricky Martin, Carlos Santana, Beyoncé Knowles (Destiny's Child), Nick Carter (Backstreet Boys), Aaron Carter, Mya, Luis Miguel, Gloria Estefan, Shakira, Usher, Julio Iglesias, Luther Vandross, John Secada, Alejandro Sanz, Cristian Castro, Olga Tañón, Anastacia, Juan Gabriel, Thalía, entre otros.
Invincible debutó en la cima de las listas de éxitos de trece países y vendió aproximadamente trece millones de copias en todo el mundo. En los Estados Unidos fue certificado con doble platino. De esta producción se desprendieron tres sencillos: «You Rock My World», cuyo vídeo musical contó con la presencia del actor Marlon Brando y del cómico Chris Tucker, «Cry» y «Butterflies».

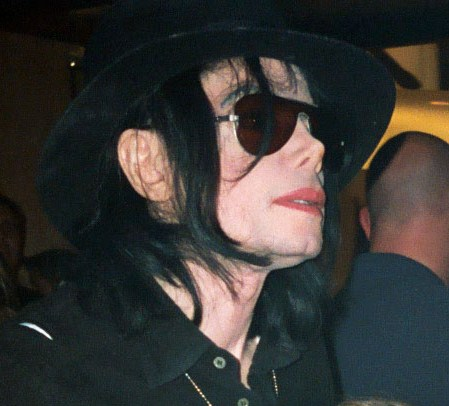
Jackson en la ciudad de Las Vegas, 2003.

Jackson acusó al entonces presidente de Sony Music, Tommy Mottola, de racista y mafioso, porque no «quería apoyar a los artistas afroamericanos», usando como argumento el hecho de que Tommy Mottola había llamado «negro gordo» a su colega Irv Gotti. Sony decidió no renovar el contrato de Michael y además reclamó los veinticinco millones de dólares perdidos en la promoción del disco, porque el cantante se había negado a realizar una gira de conciertos en Estados Unidos prevista para 2002.
En 2002 nació el tercer hijo de Jackson, Prince Michael Jackson II. Según el cantante, el niño fue concebido mediante inseminación artificial, utilizando su esperma y un vientre de alquiler. En noviembre de ese año el artista volvió a ser noticia cuando mostró a su hijo recién nacido a través del balcón del Hotel Adlon, en Berlín, cubriéndolo totalmente con una manta, actitud que resultó ser muy criticada en los medios de comunicación. Después dijo a la prensa que este episodio fue un terrible error de su parte y pidió perdón por lo acontecido. Sony, todavía con los derechos de la distribución de material del cantante, publicó un álbum recopilatorio titulado Number Ones, en formato de CD y DVD. El mismo fue certificado como disco de platino en Estados Unidos, mientras que en el Reino Unido vendió más de un millón de copias.

### 2003-2005: segunda acusación de abusos

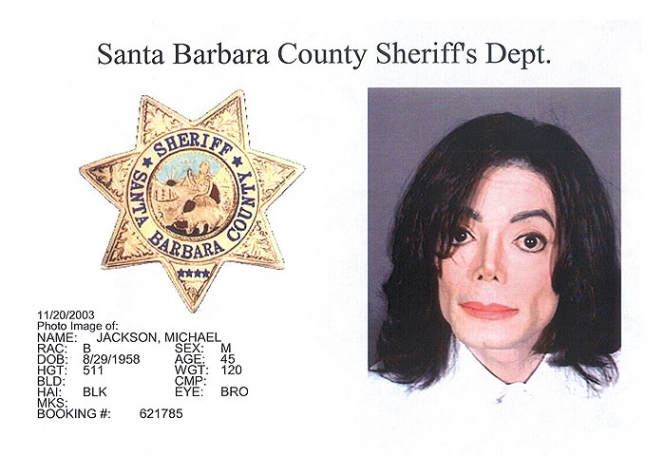
Foto del prontuario de Jackson (2003).

Desde enero de 2002 hasta mayo de 2003, Jackson accedió grabar un documental en el cual narraban su vida cotidiana, costumbres, vida pasada, etc. Se publicó bajo el nombre de Living With Michael Jackson y fue presentado por el periodista británico Martin Bashir quien entrevistó y acompañó a Jackson durante el reportaje, sin embargo antes de ser publicado el documental fue modificado por Bashir, tergiversando así la imagen verdadera de Jackson. El estreno fue seguido por más de 27 millones de televidentes. En uno de estos reportajes, el cantante apareció de la mano de un adolescente de trece años llamado Gavin Arvizo, uno de los tantos niños enfermos que visitaban con frecuencia su mansión, quien dijo que solía quedarse a dormir en la habitación del cantante sin que a él le molestara. Esto despertó una gran polémica y más tarde, la familia del joven acusó a Jackson de haber emborrachado y violado al adolescente.
El juicio se inició el 31 de enero de 2005 en Santa María, California, y finalizó en el mes de mayo. El 13 de junio del mismo año fue declarado inocente de todos los cargos. Después del veredicto, el cantante y sus hijos permanecieron temporalmente en Baréin como invitados de la familia real de ese país.

### 2006-2009: últimos años yThis Is It

Michael Jackson junto a sus hijos en Disneyland París, 2006.

En marzo de 2006 las autoridades estadounidenses ordenaron el cierre de su rancho Neverland. Oficialmente fue debido a atrasos en el pago de salarios debido a problemas burocráticos ya solucionados, aunque también en este caso se difundió la idea de que la policía buscaba pruebas de sus supuestas relaciones con menores.
Posteriormente Michael Jackson ayudó en la composición de la canción «Don't Stop The Music» hecha para la cantante barbadense Rihanna, el tema contiene el estribillo «Mama-say, mama-sa, ma-ma-ko-ssa» que proviene de la canción de Jackson «Wanna Be Startin' Somethin'» la cual pertenece al disco Thriller (1982).
El 15 de noviembre del mismo año recibió el premio Diamante en los World Music Awards, en Londres, donde interpretó la canción «We are the World» junto a un coro de jóvenes. Después participó en el homenaje y funeral público de James Brown, en Estados Unidos, celebrado el 30 de diciembre de 2006. A finales de ese año, el cantante accedió a compartir la custodia de sus dos primeros hijos con su exesposa Debbie Rowe. Después, él y Sony establecieron un acuerdo para comprar el derecho de varias canciones de artistas como Eminem, Shakira y Beck, entre otros.
Con motivo del 25 aniversario de la publicación de Thriller, el disco más vendido de la historia, el 11 de febrero de 2008 Michael lanzó Thriller 25. Contenía las nueve canciones del álbum original y seis temas inéditos: «The Girl Is Mine 2008» y «P.Y.T. (Pretty Young Thing) 2008» con Will.i.am, «Wanna Be Startin' Somethin' 2008» con Akon, «Beat It 2008» con Fergie de Black Eyed Peas, «Billie Jean 2008», una remezcla realizada por Kanye West, y una balada llamada «For All Time», no editada en la versión original del álbum y mezclada nuevamente y masterizada por él mismo. El DVD adicional incluyó los videoclips de «Thriller», «Beat It» y «Billie Jean»; además de actuaciones en directo durante el especial Motown 25: Yesterday, Today, Forever de la NBC en 1983. La nueva edición vendió en todo el mundo más de tres millones de copias. Como conmemoración de su 50.º cumpleaños, publicó el álbum recopilatorio King of Pop, que llegó a la cima de las listas de éxitos en varios de los países donde fue lanzado.
El 5 de marzo de 2009, en un auditorio en Londres, ante 20 000 espectadores, Michael Jackson anunció su regreso a los escenarios con la gira This Is It. Inicialmente, contaría con diez conciertos a celebrarse en dicha ciudad en el Millennium Dome en el mes de julio. Según lo que él mismo dijo, estos conciertos serían los últimos que daría en la capital inglesa. En ellos, según el promotor de la gira Randy Philips, el artista interpretaría canciones inéditas, ya que él había compuesto y grabado nuevas canciones, tal como se afirmó tras su muerte. La expectativa aumentó la demanda del público, por lo que se agregaron cuarenta presentaciones más a las establecidas en un comienzo.

## Fallecimiento y funeral

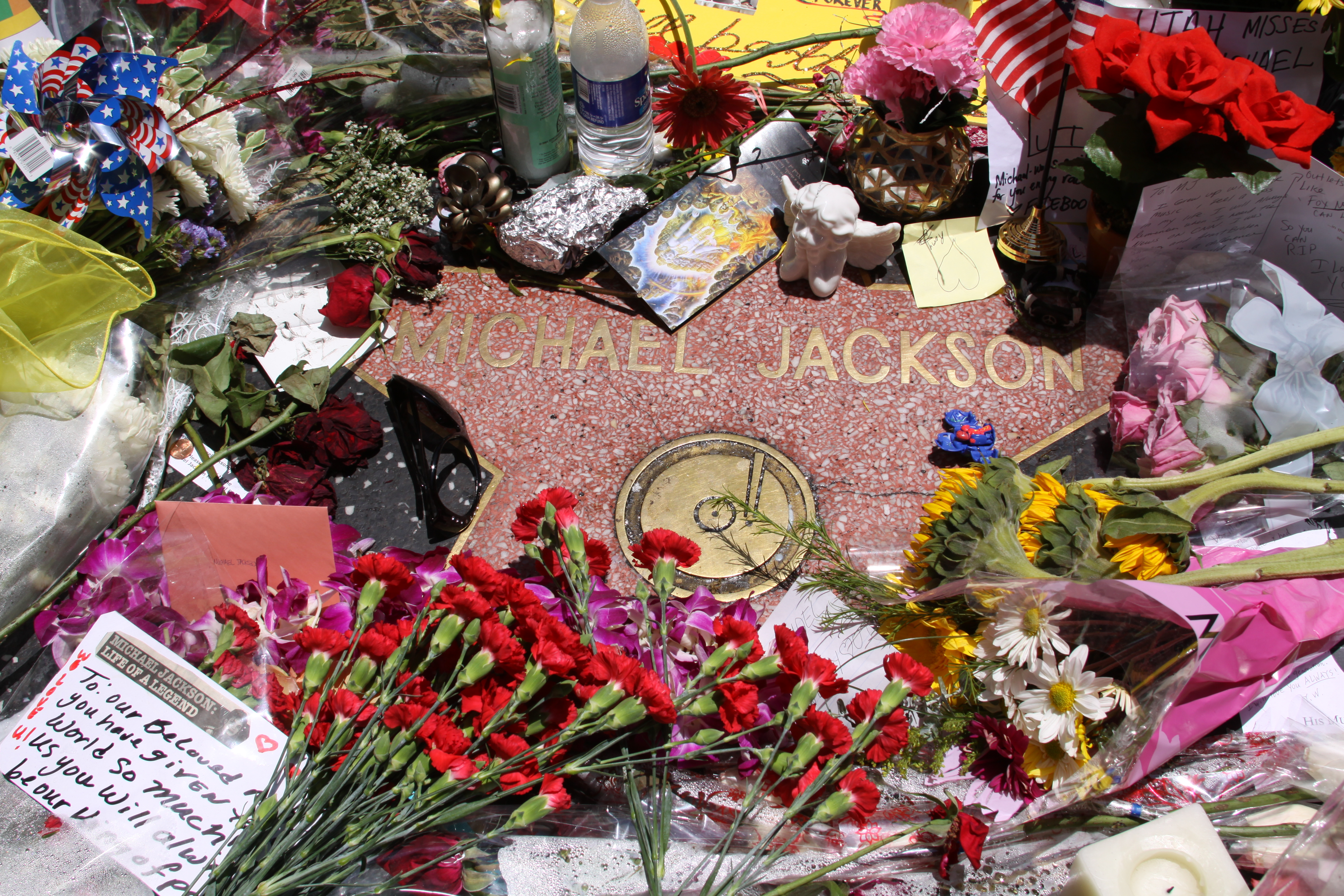
Estrella de Jackson en el paseo de la fama de Hollywood pocas horas después de que se confirmara su muerte.

En la mañana del 25 de junio de 2009, Michael Jackson sufrió un paro cardiorrespiratorio en su mansión alquilada de Holmby Hills. Los miembros del servicio llamaron al teléfono de emergencia 911 para solicitar auxilio a las 12:21 PDT (UTC-7). Los paramédicos, quienes llegaron nueve minutos después, lo encontraron sin pulso ni respiración, por lo que le aplicaron reanimación cardiopulmonar y lo trasladaron al Ronald Reagan UCLA Medical Center, ubicado en Los Ángeles a la 1:14 p. m. Pero a pesar de los esfuerzos de los médicos fue declarado muerto a las 2:26 p. m.
El primer informe oficial calificó su muerte como «provocada por la combinación de calmantes», en el que el principal sospechoso era Conrad Murray, el que según una carta de despedida temporal a sus pacientes en Las Vegas, por «una oportunidad de las que solo se presenta una vez en la vida», los dejaba para acompañar a Michael Jackson a su serie de conciertos como médico personal, por el cual iba a recibir 150 000 dólares al mes. Después de realizar su autopsia, los forenses del Instituto Forense de Los Ángeles aseguraron que la muerte de Jackson había sido provocada por una intoxicación de propofol, suministrado por Murray. Finalmente el informe oficial calificó su muerte como «intoxicación aguda de propofol».

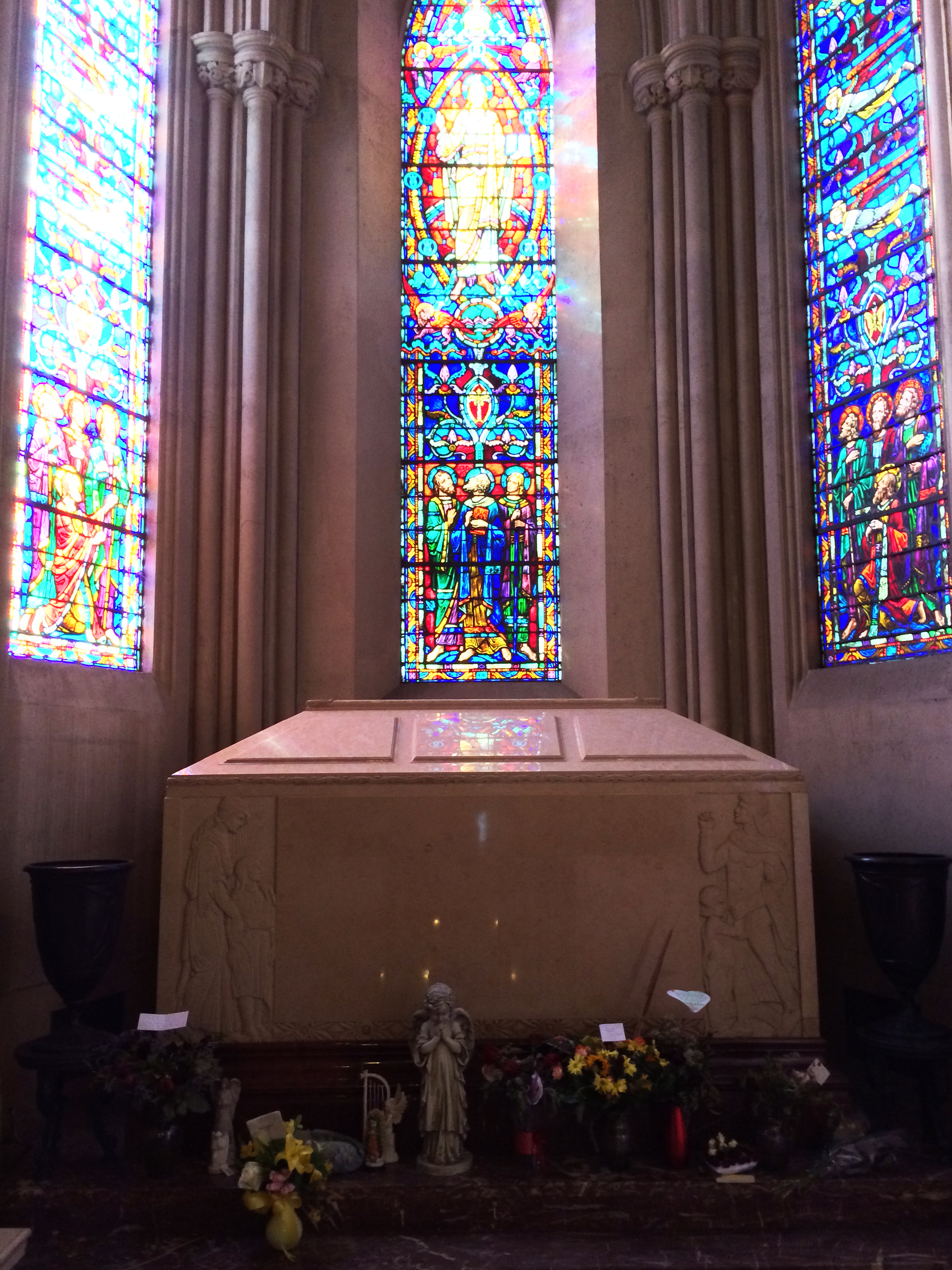
Tumba de Jackson en el Forest Lawn Memorial Park en Glendale, California

El funeral público de Jackson se celebró el 7 de julio de 2009 en el Staples Center de la ciudad de Los Ángeles, antes de que se realizara un servicio memorial para familiares y allegados al artista. La ceremonia pública fue seguida en directo por más de 2500 millones de personas en todo el mundo. En el evento participaron los cantantes Stevie Wonder, Lionel Richie, Mariah Carey, John Mayer, Jennifer Hudson, Usher, Jermaine Jackson y Shaheen Jafargholi. Berry Gordy y Smokey Robinson dieron un discurso, mientras que Queen Latifah leyó el poema «We had him», el cual fue escrito para la ocasión por Maya Angelou. Su funeral privado se celebró el 3 de septiembre de 2009 en el Gran Mausoleo (Holly Terrace) situado en el cementerio Forest Lawn de Los Ángeles, donde fue enterrado.
El 8 de febrero de 2010, el tribunal acusó de «homicidio involuntario» a Murray, utilizando como prueba el informe oficial de su muerte (que se dio a conocer en internet el mismo día del juicio). El acusado, quien se declaró «no culpable», pagó una fianza de 75 000 dólares para no ingresar en prisión. En 2011, Murray fue condenado a cumplir cuatro años de cárcel, por el homicidio involuntario de Jackson. El médico solo cumplió la mitad de los cuatro años de presidio que se le otorgaron, siendo puesto en libertad en 2013 en el marco de un plan del estado para reducir el hacinamiento en los centros de detención.
Por otra parte, en 2015 Katherine Jackson, la madre del artista, perdió su batalla judicial contra AEG Live a la que responsabilizaba de la muerte de su hijo. La demandante había acusado a dicha empresa por negligencia al contratar a Murray. Sin embargo, la Corte de Apelaciones de California sentenció que el doctor estaba cuidando a Jackson como un contratista independiente.

### Nuevas acusaciones de abuso

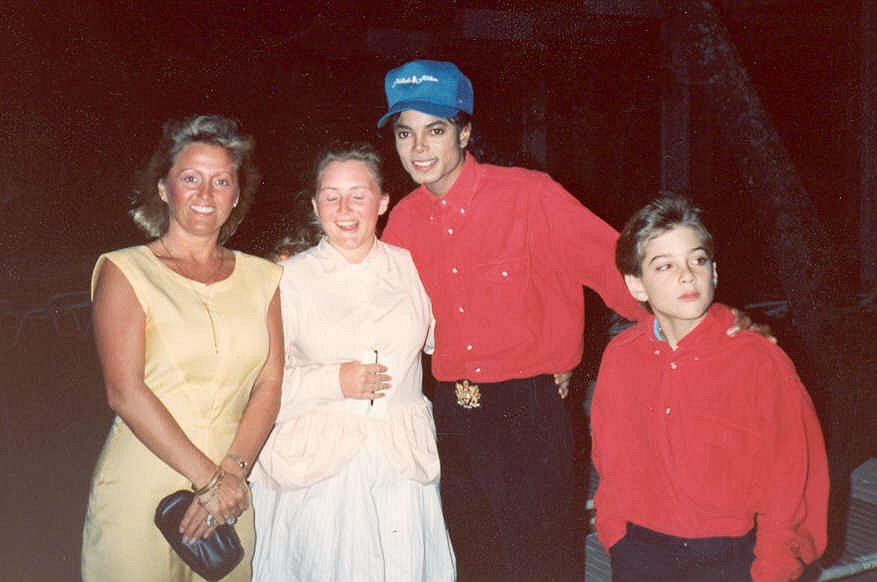
Jackson y Safechuck (derecha) en Honolulu, Hawaii, 1988.

En 2013, el coreógrafo Wade Robson presentó una demanda alegando que Jackson había abusado sexualmente de él durante siete años, comenzando cuando tenía siete años. En 2014, James Safechuck presentó un caso, alegando abuso sexual durante un período de cuatro años a partir de la edad de diez años. Ambos habían testificado en la defensa de Jackson durante las acusaciones de 1993, Robson lo hizo de nuevo en 2005. En 2015, el caso de Robson contra el patrimonio de Jackson fue desestimado por haberse presentado demasiado tarde. En 2017, se dictaminó que las corporaciones de Jackson no podían ser consideradas responsables de sus supuestas acciones pasadas. Ninguna sentencia comentó la credibilidad de las acusaciones. La reclamación de Safechuck también fue prohibida.
Tras el lanzamiento del documental Leaving Neverland, y sus renovadas acusaciones de abuso sexual infantil, se inició un nuevo examen de su legado. El documental cubrió las acusaciones de Robson y Shafechuck de abusar sexualmente de ellos con detalles gráficos.

## Trabajos póstumos
Después de su muerte, Michael Jackson se convirtió en el artista que más ventas registró en 2009 en los EE. UU., con más de 8,2 millones de álbumes, mientras que en el resto del mundo se vendieron más de 35 millones de álbumes en los doce meses posteriores a su muerte. Mientras tanto, la revista Forbes lo calificó en la lista anual de 2010 como la tercera de las celebridades fallecidas que ganan más dinero, con 90 millones de dólares.
Puesto que la demanda del público respecto a Jackson era inmensa, Epic Records (de Sony Music Entertainment) publicó el 12 de octubre un sencillo inédito titulado «This Is It», que fue acompañado el mismo mes por el lanzamiento de un nuevo álbum doble póstumo del artista el 26 de octubre, llamado, otra vez This Is It, que reúne los ensayos musicales para la gira homónima; donde la primera parte contiene los ensayos de la gira y la segunda contiene temas inéditos, incluido un poema redactado por Michael, llamado «Planet Earth».
Añadido a eso, Kenny Ortega estrenó mundialmente la película llamada Michael Jackson's This Is It dos días después del estreno del álbum, el 28 de octubre de 2009. La cual, de igual modo, trata sobre los últimos ensayos musicales para la gira homónima antes de su muerte, a través de una recopilación de vídeos que filmó el equipo técnico de la gira. El álbum y la película tuvieron conjuntamente una recaudación de más de 250 millones de dólares.
Durante el auge de las ventas del artista, Sony, que tenía intenciones de llegar a acuerdos para extender y continuar con el uso de su material generado, puesto que los derechos de la distribución de estos tenían que expirar en 2015. Sin embargo, el 16 de marzo de 2010 un movimiento encabezado por la Columbia/Epic Label Group (de Sony Music Entertainment) firmó el mayor contrato en la industria musical con los herederos del cantante por 250 millones de dólares por los derechos de explotación de diez proyectos musicales (entre ellos los ya publicados cómo las ediciones especiales de Bad y Thriller, y los álbumes Michael en 2010 y Xscape en 2014 junto con algunos trabajos inéditos) por lo menos hasta 2017, que sería la fecha de lanzamiento del último álbum póstumo. El acuerdo, como dijo Rob Stringer, presidente de Columbia/Epic Label Group: «No es solo un acuerdo musical basado en cuántas copias de CD se venden o sobre cuántas canciones se descargan en línea», sino que «comprende también los derechos de audio para teatro, cine y videojuegos».

## Repercusión artística
Su inmensa popularidad en todo el mundo solo es comparable con Bing Crosby, Frank Sinatra y Elvis Presley. Llegó a ser mundialmente conocido como el «rey del pop», y la presentadora de televisión Oprah Winfrey, durante la entrevista que le hiciera en febrero de 1993, lo llamó el «rey del entretenimiento». Michael Jackson es el tercer artista con más ventas en la historia de la música. Además, es reconocido por la gran marca y legado que ha dejado en el mundo musical, así como en ámbitos sociales y culturales. Incluso después de su muerte, su imagen sigue estando presente y vigente en la industria de la música. La Enciclopedia Británica lo incluyó como una notable estrella de rock, en su sección «Rock music», junto a Madonna y Prince.
Por otro lado, muchos autores reconocen que Jackson reformó la cultura pop en formas que son difíciles de comprender debido al impacto y amplitud de su influencia. En 1984, el crítico pop de la revista Time Jay Cocks escribió que «Jackson es el artista más grande desde los Beatles. Él es el único fenómeno más popular desde Elvis Presley. Él es el cantante negro más popular de la historia». En 1990, Vanity Fair citó a Jackson como el artista más popular en la historia del mundo del espectáculo. En 2003, el escritor Tom Utley de The Daily Telegraph describió a Jackson como «extremadamente importante» y un «genio». Por otro lado otros medios han asegurado que era «la estrella que mejor resumía un género al margen de lo académico». En 2007, Jackson dijo:

.. La música ha sido mi salida, mi regalo para todos los amantes de este mundo. A través de ella, sé que voy a vivir para siempre.
Michael Jackson

En honor a Jackson el Cirque Du Soleil dio inicio a una gira llamada Michael Jackson: The Immortal World Tour el 2 de octubre de 2011 en Montreal, posteriormente de estar en Norte América pasó por Europa, Asia y Oceanía. Finalizó en el año 2014 y se convirtió en una de las giras musicales más recaudadoras de la historia, la gira tributo más recaudadora de la historia y la que ha tenido mayores ganancias hecha por el Cirque Du Solei hasta la fecha.
En los Billboard Music Awards del año 2014 por medio de hologramas recrearon en el espectáculo a Jackson vestido con su chaqueta dorada y pantalón rojo, el holograma interpretó junto a algunos bailarines tanto reales como recreados su tema «Slave to the Rhythm», uno de los ocho incluidos en su segundo álbum de estudio póstumo Xscape, la presentación generó nostalgia e impacto en los asistentes, cómo dato adicional el acto duró un año en producirse.

### Influencias
Jackson fue un intérprete de música pop, en una amplia acepción que incluye subgéneros como el rhythm & blues, disco, dance y rock. Según sus declaraciones, fue influenciado por artistas contemporáneos tales como Little Richard, James Brown, Jackie Wilson, Diana Ross, Gene Kelly, Fred Astaire, Sammy Davis, Jr. y los Bee Gees. También manifestó sentir gran admiración por intérpretes del music hall inglés, como Benny Hill y Charles Chaplin. Por otro lado, la última entrevista que el artista concedió fue a la revista Ebony, y en esa oportunidad comentó que el compositor de música clásica Piotr Ilich Chaikovski también fue una gran influencia para él. Allí mencionó opiniones acerca de la música en general y acerca de su inspiración en este artista:

... fue el compositor que más me influyó. Si coges un álbum como El Cascanueces, cada pieza es magnífica por lo que me dije por qué no hago un disco pop donde cada canción sea magnífica (..) la melodía de una canción es lo más importante. Si la melodía suena bien en tu cabeza, generalmente es buena cuando la escribes (..) Para que una melodía logre éxito mundial tiene que ser capaz de cantarla desde el granjero en Irlanda hasta quien limpia los baños en Harlem.

### Videos musicales y coreografías

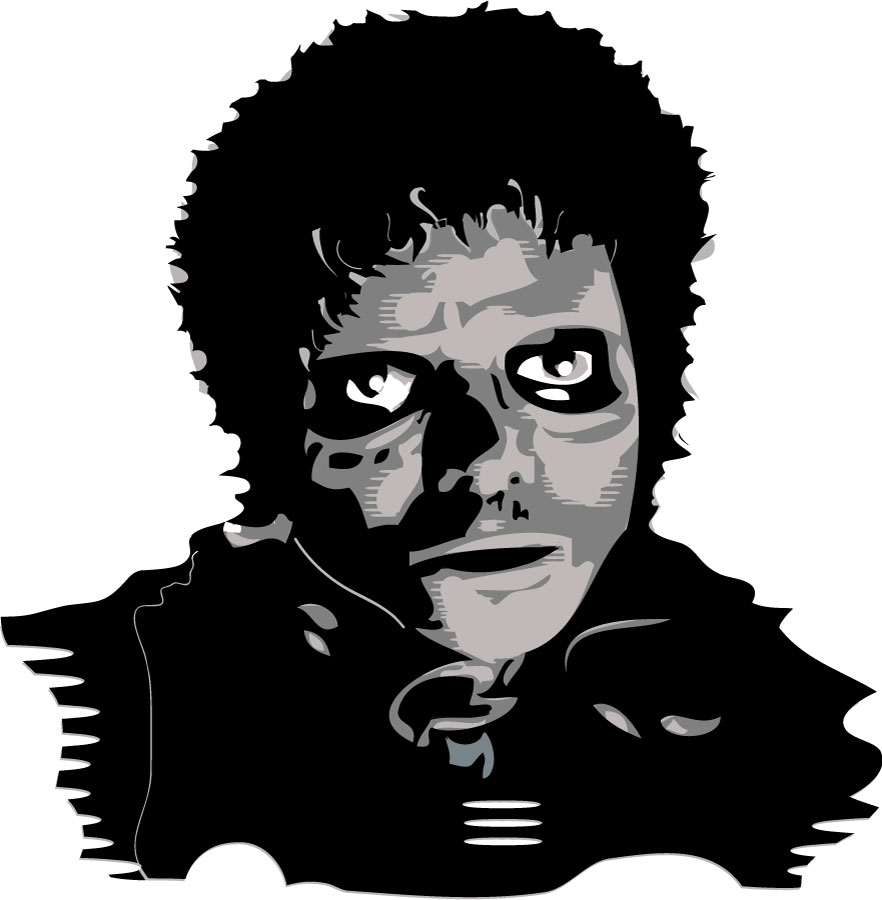
Representación gráfica de Michael Jackson en su vídeo musical de Thriller.

Steve Huey, de Allmusic, aseguró que Jackson transformó la manera de realizar vídeos musicales, ya que estos poseen desde entonces una trama argumental, rutinas de baile, efectos especiales o apariciones a modo de cameo de personajes famosos; algunos otros medios de comunicación como la revista Rolling Stone lo consideran como el artista visual más importante de la historia de la música.
The Baltimore Sun asegura que fue Jackson quien convirtió el vídeo musical en una forma de arte y fortificó el crecimiento de la cadena televisiva MTV.
Del álbum Thriller destacan los vídeos del tema «Beat It» el cual mostró tomas de Jackson junto con pandilleros logrando evitar una pelea entre ellos, estos fueron reales contratados por él mismo y, por supuesto, el de la canción homónima «Thriller» considerado como el videoclip más importante de la historia y de la cultura pop, precursor de los vídeos musicales actuales y reconocido por la innovación del argumento, escrito por él y John Landis, conocido por sus revolucionarios pasos de baile, coreografiados por sí mismo y Michael Peters, así como por la ambientación vanguardista y la caracterización de maquillajes.
El argumento del vídeo gira en torno a una escena de terror, comienza con tomas de Jackson junto a su novia, luego de hablar por algunos minutos se convierte en un hombre lobo, pero después resulta ser una escena de ficción vista en un cinema por los mismos personajes, después deciden salir del teatro y al llegar a un cementerio en la parte final cambia su apariencia a la de un zombi y baila junto a otros muertos vivientes. Tanto «Beat It» y «Thriller» presentan a los bailarines detrás de él bailando al unísono en formación triangular, siendo ellos igual de importantes como Jackson en la escena, ya sean unos pandilleros o zombis.
El vídeo musical del sencillo «Bad» tuvo una duración de 19 minutos y fue dirigido por el cineasta Martin Scorsese. En el vídeo se combinaron movimientos de baile coreografiados con otros más espontáneos. A partir de esta producción, comenzó a tocarse el pecho, el torso y la entrepierna al mismo tiempo que bailaba, algo que continuó haciendo en sus siguientes trabajos. Allí también incluyó la primera aparición de un famoso a modo de cameo en un vídeo suyo, Wesley Snipes. Para «Smooth Criminal» utilizó la ilusión de «anti-gravedad» durante la coreografía; este paso coreográfico fue creado por Michael Bush, Dennis Tompkins y el propio Jackson. Aunque el vídeo de «Leave Me Alone» no fue lanzado oficialmente en los Estados Unidos, logró ganar el premio Grammy de 1990 al mejor vídeo musical de corta duración.
La canción «Black or White» fue acompañada por un videoclip que se emitió por primera vez el 14 de noviembre de 1991 en 27 países simultáneamente y fue seguido en todo el mundo por más de 500 millones de espectadores. En un momento del vídeo, el artista se transformó a partir de una pantera y ejecutó bailes explícitamente sexuales las cuales causaron polémica, mientras destruía marcas de índole racista, gracias a esto una versión censurada del vídeo fue la que más se publicitó, omitiendo los últimos cuatro minutos donde únicamente el vídeo muestra a Jackson cantando y bailando con distintas personas en diferentes paisajes a través del mundo. «Black or White» sorprendió por una nueva técnica digital llamada morphing, nunca vista antes en un vídeo musical y contó con la colaboración del actor Macaulay Culkin.
«Remember the Time» fue ambientado en el antiguo Egipto e incluyó una rutina de baile con pasos pretendidamente de estilo egipcio, junto con el uso de efectos especiales tanto al momento de aparecer al principio del vídeo y de igual forma al desaparecer convirtiéndose en arena. Este vídeo contó con la aparición de Eddie Murphy, la modelo Iman y Magic Johnson. El vídeo de «In the Closet» contó con la participación de la supermodelo Naomi Campbell, con quien el cantante realizó bailes explícitamente sexuales que causaron mucha controversia en la época, al punto de ser prohibido gracias a sus imágenes en Sudáfrica.
El vídeo musical para el sencillo «Scream/Childhood» fue dirigido por Mark Romanek. Se desarrolló en un entorno futurista en el espacio exterior y en el que compartió pantalla con su hermana Janet. Tuvo una gran aceptación de la crítica. En 1995, fue nominado para once MTV Vídeo Music Awards —más que cualquier otro— consiguiendo los premios de las categorías de mejor vídeo bailable, mejor coreografía y mejor dirección artística. Un año después, ganó el premio Grammy al mejor vídeo musical de corta duración y más tarde entró en el Libro Guinness de los Récords por ser el más costoso de la historia, con un presupuesto estimado en 7 millones de dólares.
El sencillo «Earth Song» fue acompañado de un costoso videoclip y nominado al Grammy como mejor vídeo musical de corta duración en 1997. En él se reflejó la crueldad a la que son sometidos algunos animales en peligro de extinción, la deforestación que acaba con centenares de árboles, la contaminación del medio ambiente provocada por las fábricas y las consecuencias que provocan los enfrentamientos bélicos en distintas partes del mundo. El vídeo del tema «Ghosts», del álbum Blood on the Dance Floor: HIStory in the Mix, fue escrito por Jackson y Stephen King y dirigido por Stan Winston. Este trabajo fue reconocido con muy buenas críticas en el festival de Cannes, donde se estrenó en 1996. Tuvo una duración de más de 38 minutos y por ello ingresó al Libro Guinness de los Récords como el vídeo musical de mayor duración.
El vídeo musical de «You Rock My World», de trece minutos y medio de duración, fue dirigido por Paul Hunter y estrenado en 2001. El vídeo presenta apariciones en modo cameo de los actores Chris Tucker y Marlon Brando. El vídeo ganó un NAACP Image Award como vídeo musical sobresaliente en la ceremonia del premio 2002.

## Características artísticas

### Baile

Silueta del paso de baile «Tip toe» de Jackson.

Demostración del paso de baile «moonwalk» (en español, paso lunar).

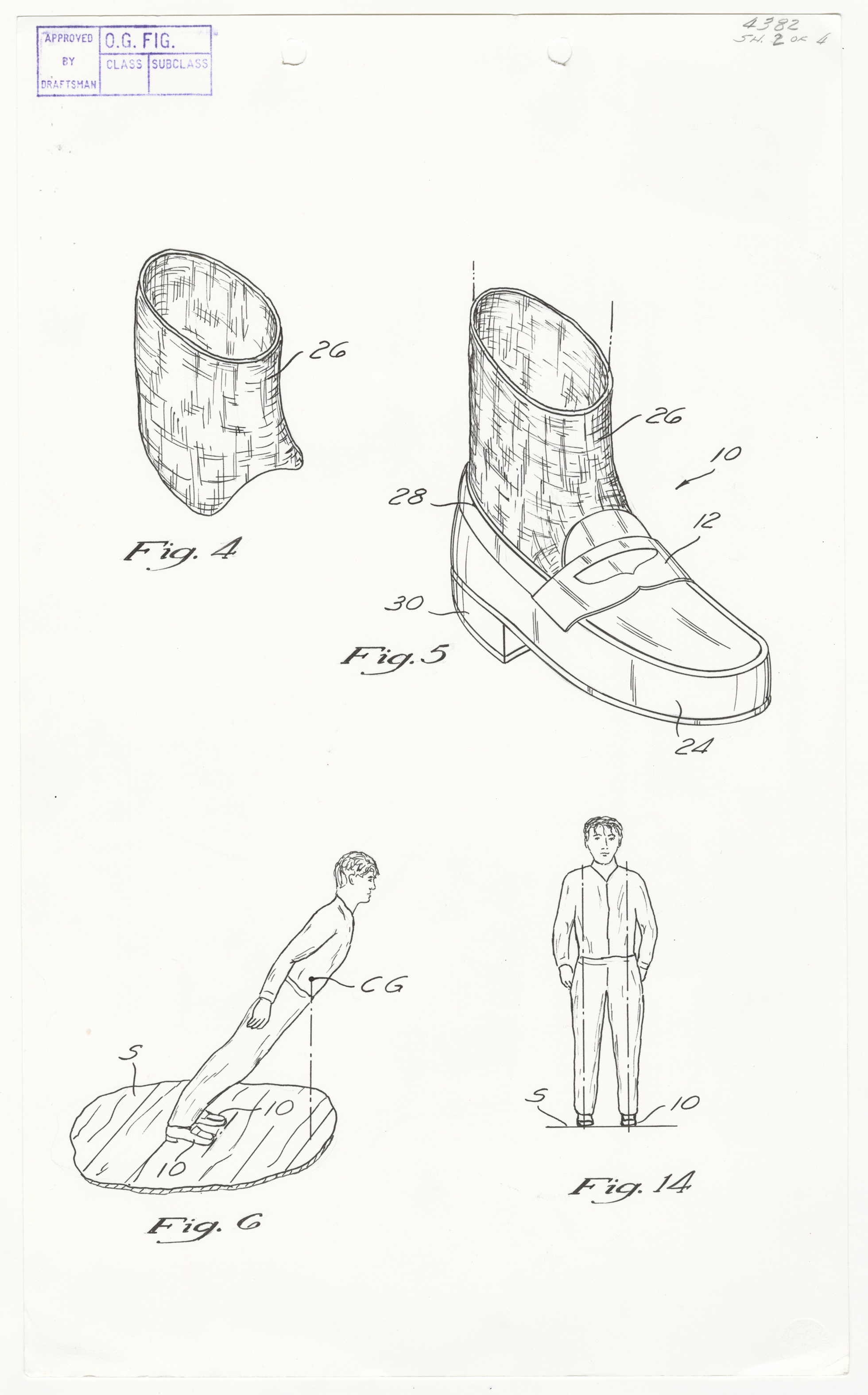
Patente de los zapatos para el paso «anti-gravedad» de Michael Jackson.

Michael Jackson es popularmente conocido por haber sido uno de los artistas más completos de la historia, dentro de todas sus cualidades resaltaba la de ser un dotado bailarín, sus reconocidos pasos de baile forman parte de su legado, sus innovadoras coreografías fueron parte esencial dentro de sus características artísticas: tal sería el caso del llamado «moonwalk» —en español, paso lunar—, uno de sus pasos más conocidos; de origen dudoso, fue popularizado por él cuando el 25 de marzo de 1983 lo puso en escena Motown 25: Yesterday, Today, Forever durante la interpretación de «Billie Jean». Aunque el paso de baile formó parte de su identidad, Jackson nunca se lo apropió como invención suya. En su entrevista con Oprah Winfrey en 1993, Jackson declaró de dónde provenía el moonwalk:

Well, the Moonwalk came from these beautiful children, the black kids who live in the ghettos, you know, the inner cities, who are brilliant, that just have that natural talent for dancing any of these new - "the running man" - any of these dances. They come up with these dances, all I did was enhance the dance.
Bueno, el Moonwalk provino de estos hermosos niños, los niños negros que viven en los guetos, ya sabes, las ciudades del interior, que son brillantes, que tienen ese talento natural para bailar cualquiera de estos nuevos bailes - «the running man» -, cualquiera de estos bailes. Ellos vienen con estos bailes, todo lo que hice fue mejorar el paso.
Entrevista de Michael Jackson por Oprah Winfrey en 1993.

Desde entonces el paso lo seguiría acompañando en su carrera y sus presentaciones, llegando al punto de ser reconocido como uno de sus pasos de baile más populares y uno de los más populares en el mundo del baile. Continuó popularizando los bailes callejeros, como el popping, locking y el robot. En una entrevista de 1980, Michael explicó que sus balies «son reacciones espontáneas en el escenario [...] nada planeado [...] Simplemente sucede a través del sentimiento».
Otra de sus coreografías famosas se dio a conocer en el vídeo musical Thriller, el cual se convirtió en un vídeo totalmente revolucionario, puesto que era el primer vídeo musical de horror; esta particularidad, entre muchas cosas más, lo llevó a ser considerado el mejor vídeo musical de todos los tiempos. Además para el vídeo de «Smooth Criminal» creó el reconocido paso de «anti-gravedad» usado después en diversos conciertos, también incluyó posteriormente coreografías con influencia de marchas de tipo militar para sus presentaciones en vivo en canciones como «They Don't Care About Us». Jackson fue de los primeros artistas en incluir en sus conciertos coreografías coordinadas junto con efectos especiales.
Fue considerado por Fred Astaire como el mejor bailarín del siglo XX, y recibió la admiración de leyendas del baile como James Brown y el citado Fred Astaire.

### Voz
«There is no real explanation. It’s nothing to do with personal experience. My singing is just – I’ll say it simple as possible – it’s just Godly really. It’s no real personal experience or anything that make it come across, just feeling and God; I’ll say, mainly God».
«No hay una explicación real. No tiene nada que ver con la experiencia personal. Mi canto es simplemente, lo diré lo más simple posible, es realmente divino. No es una experiencia personal real ni nada que lo haga sentir, solo sentimiento y Dios; diré principalmente Dios».
Entrevista de Michael Jackson por John Pidgeon en 1980.

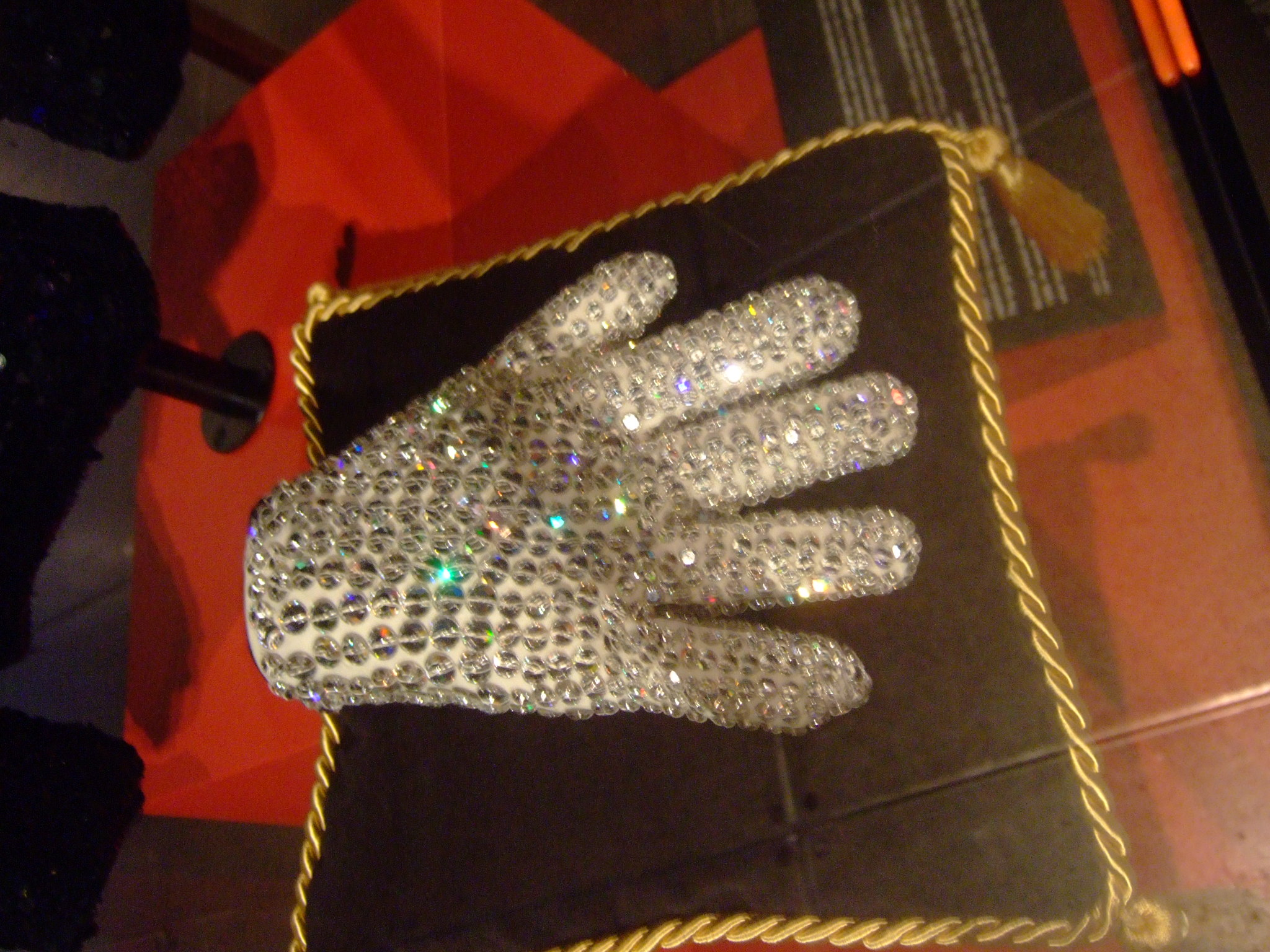
Según algunas personas cercanas al artista, Jackson empezó a usar un guante blanco en sus actuaciones para ocultar su incipiente vitíligo.

Michael Jackson cantó desde la infancia, y con el tiempo su voz y estilo vocal cambió notablemente. Entre 1971 y 1975, su voz descendió del soprano (cuando era chico) al tenor alto. Jackson utilizó por primera vez una técnica llamada «hipo vocal» en 1973, comenzando con la canción «It's Too Late to Change the Time» del álbum G.I.T.: Get It Together de Jackson 5. Jackson no usó la técnica del hipo, algo como un trago de aire o jadeo, hasta la grabación de Off the Wall: se puede ver con toda su fuerza en el vídeo promocional de «Shake Your Body (Down to the Ground)». Con la llegada de Off the Wall a finales de los años setenta, las habilidades de Jackson como vocalista fueron bien vistas. En ese momento, la revista Rolling Stone comparó su voz con la de la canción «breathless, dreamy stutter» de Stevie Wonder. Su análisis fue también que «el tenor de timbre de plumas de Jackson es extraordinariamente hermoso, se desliza suavemente en un falsete sorprendente que se usa con mucha audacia». En 1982 se publicó Thriller, y Rolling Stone dijo que Jackson en ese entonces pasó a cantar con una «voz totalmente adulta» y que fue «teñida de tristeza».
- Timbre vocal: contratenor, tenor, barítono.[348]
- Nota más alta: si5.[348]
- Nota más baja: mi2.[348]
- Rango vocal: 3,6 octavas (mi2 — si5, 44 notas a mediados de los años 1980 de acuerdo con Seth Riggs, su consultor vocal. En 1990 Riggs dijo que el rango de Michael se expandía hasta cuatro octavas. Aparentemente, debido a la edad, el cantante adquirió la capacidad de hacer notas más bajas, sin perder las altas).[348]

A este respecto Frank Sinatra comentó:

The only male singer who I’ve seen besides myself and who’s better than me - that is Michael Jackson.
El único cantante masculino que he visto además de mí mismo, y quien es mejor que yo - Ese es Michael Jackson
 Frank Sinatra

Como dato complementario, la publicación Psychology Today Magazine en su edición de julio/agosto de 2006, señaló que Michael Jackson poseía oído absoluto.

### Estética

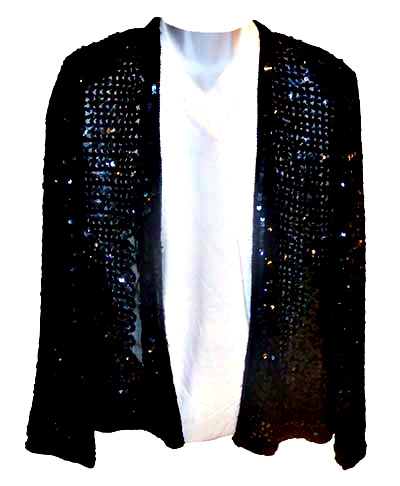
Vestimenta de Michael Jackson usada en conciertos para canciones como «Billie Jean».

Asimismo, su estética, muchas veces considerada excéntrica y/o extravagante, lo acompañó en su carrera musical desde la década de 1980, marcó su estilo, y de igual manera una tendencia en el mundo de la música y un impacto en el mundo de la moda al punto de ser un ícono de esta. Su apariencia ha sido catalogada también como uno de sus «legados», al punto de ser considerada tan importante como su «legado musical», puesto que parte de música ha estado ligada a su imagen.
Uno de sus símbolos más representativos fue el guante blanco en una mano y los calcetines con lentejuelas brillantes, a la par con una chaqueta negra igualmente brillante. También fue conocido su gusto por los trajes militares, adornados con medallas e insignias y gafas oscuras.

### Ocupaciones menos conocidas
Michael Jackson escribió dos libros: Moonwalk, autobiografía que relata su vida hasta 1988, y Dancing the Dream, un libro de poemas y reflexiones sobre diversos temas, como el hambre en el mundo, los niños sin hogar, la necesidad de la paz mundial, la vida, y los animales.
Tuvo participación en la industria cinematográfica, puesto que actuó como protagonista en tres películas: Capitán EO, El mago y Moonwalker, además de prestar su voz para The Way of the Unicorn. Como guionista escribió el argumento de su película Moonwalker, así como de muchos de sus videoclips, además de redactar el storybook de E.T., el extraterrestre, por el que ganó un Grammy como Mejor grabación para niños. Como productor participó en las películas Moonwalker y The Way of the Unicorn.
Como dibujante, entre sus trabajos conocidos se destaca una colección de dibujos de Charles Chaplin, los cuales se vendieron en abril de 2007 en una subasta pública junto a otros objetos que fueron de su pertenencia.
Como director de cine, estuvo a cargo del vídeo musical de su canción «Blood on the Dance Floor». Asimismo fue el director artístico de su gira mundial Dangerous World Tour.

## Legado
Es considerado uno de los artistas más influyentes de la historia, dentro del terreno musical, intérpretes de diversos géneros, como su hermana Janet, Beyoncé, Usher, Madonna, 50 Cent, Green Day, Prince, Lenny Kravitz, Britney Spears, Justin Timberlake, Ricky Martin, Bruno Mars, Lady Gaga, Ne-Yo, Chris Brown, Whitney Houston, Mariah Carey, Justin Bieber, Alicia Keys, Celine Dion, Maroon 5, Shakira, R. Kelly, Jay-Z, The Weeknd, Jason Derulo, entre muchos otros, han reconocido la importancia de Jackson en la música pop contemporánea y han sido influenciados de alguna forma por él, The Baltimore Sun dijo acerca de esto que «Jackson ha influenciado a casi todos los músicos que han surgido después de él de una manera u otra. Esto ha sido inevitable».
Después de su muerte, MTV volvió a emitir sus videos musicales para rendirle homenaje. Esta señal de cable además puso al aire nuevos programas especiales dedicados al cantante, en los que también aparecieron hablando de él varias celebridades y personalidades del ambiente musical declarando acerca de la influencia de Jackson en la música. La emisión de estos especiales y videoclips se llevó a cabo hasta la semana en la que se realizó el funeral de Jackson y el día 29 de agosto, fecha en la que hubiese cumplido 51 años. Todo esto de alguna forma en consecuencia de que décadas atrás, el vídeo musical Thriller hizo de algún modo que MTV, en sus primeros años, se hiciese popular entre los jóvenes. Además fue un artista que trascendió a través del tiempo, debido a que ha sido el único músico hasta ahora en la historia que ha obtenido posiciones en el número uno a lo largo de cuatro décadas distintas.
Danyel Smith, agente principal de Vibe Media Group y el redactor jefe de la revista musical Vibe describe a Jackson como «la más grande de las estrellas». Steve Huey de AllMusic describe a Jackson como «una fuerza imparable, poseedor de todas las habilidades para dominar las listas aparentemente a voluntad: una voz identificable al instante, los ojos saltan con sus pasos de baile, impresionante versatilidad musical y un montón de energía de una estrella pura». BET describió a Jackson «como simplemente el mayor artista de todos los tiempos» y alguien que «revolucionó el video musical y trajo bailes como el moonwalk al mundo. El sonido, estilo, bailes y el legado de Jackson continúa inspirando a artistas de todos los géneros».
En el servicio conmemorativo de Jackson el 7 de julio de 2009, el fundador de Motown, Berry Gordy, proclamó a Jackson como «el mejor artista que haya vivido jamás». El 28 de junio de 2009 Baltimore Sun tituló un artículo que se tituló «7 Maneras en que Michael Jackson cambió el mundo», Jill Rosen escribió que el legado de Jackson fue «duradero, ya que incluyó múltiples facetas», que influyen en los campos incluyendo en la música, el baile, moda, videos musicales y las celebridades. El 19 de diciembre de 2014, el Consejo Británico de Relaciones Culturales nombró la vida de Jackson uno de los momentos culturales más importantes del siglo XX.
En julio de 2009, la Sociedad Lunar de la República, que promueve la exploración, asentamiento y el desarrollo en la Luna, nombró un cráter en honor a Jackson. En el mismo año, para su cumpleaños número 51 pocos meses después de su muerte, Google le dedicó un Doodle especial en la página inicial del buscador. En 2010, dos bibliotecarios universitarios encontraron que la influencia de Jackson se extendía a la academia, con referencias a Jackson en informes sobre música, cultura popular, química y una variedad de otros temas.
En enero de 2023, se anunció una película biográfica, que será protagonizada por Jaafar Jackson, sobrino de Michael e hijo de Jermaine.

## Premios y logros

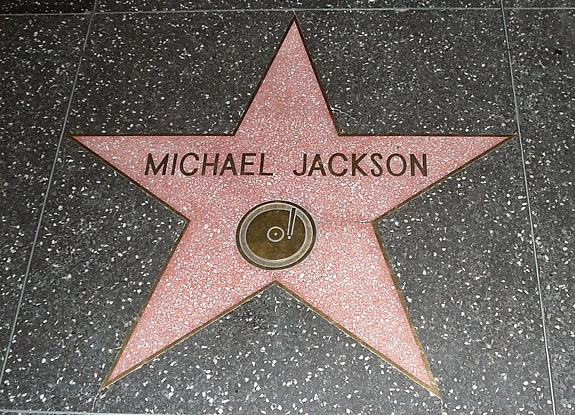
Estrella de Jackson en el Paseo de la Fama de Hollywood, reconocimiento que recibió en 1984.

En 1984 Michael Jackson recibió diversos y destacados reconocimientos a lo largo de su carrera, entre ellos se encuentran dos estrellas en el Paseo de la Fama de Hollywood, una con Jackson 5 y otra como solista, obtuvo el premio World Music Awards al artista pop más exitoso del milenio, el premio AMA al artista de la década y el premio Bambi al artista del milenio. Fue incluido dos veces en el Rock and Roll Hall of Fame: en 1997 por el trabajo que realizó como miembro de la banda The Jackson 5 y en 2001 por los logros que tuvo como solista. Jackson también fue incluido en el Salón de la Fama de los Compositores en 2002, y más tarde en el Apollo Legends Hall of Fame en 2010. También se le otorgó el Récord Guinness ' como el artista más exitoso de todos los tiempos. Además, ganó trece premios Grammy (sin contar el Living Legend de 1993 y el póstumo Lifetime Achivement de 2010) y veintiséis premios AMA, trece de sus sencillos llegaron al primer puesto de Billboard Hot 100 y ha vendido mundialmente más de 400 millones de sus producciones musicales, lo que lo hace en uno de los artistas más exitosos de todos los tiempos. En 2009, el año de su muerte el Museo Grammy en Los Ángeles entró en acción con la inauguración de la exposición especial, «Michael Jackson: A Musical Legacy», que sirvió como un seguimiento de «Michael Jackson: HIStyle», exhibición que se abrió en febrero de ese año. En la 52ª edición de los premios Grammy en 2010, los ganadores del Grammy Smokey Robinson, Celine Dion, Carrie Underwood, Usher y Jennifer Hudson se unieron para rendirle homenaje con una versión 3-D de todas las estrellas de su canción «Earth Song».

## Filantropía

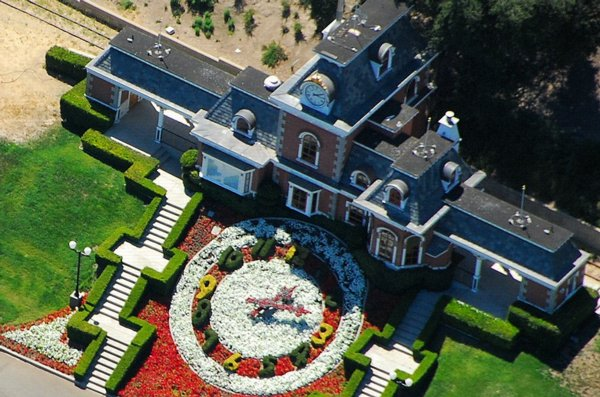
Rancho Neverland, hogar de Michael Jackson en el cual acogía a niños con diversos tipos de problemas.

Michael Jackson dedicó gran parte de sus esfuerzos y recursos económicos a la ayuda humanitaria, y fue reconocido mundialmente por las donaciones millonarias: donó 300 millones de dólares a causas benéficas.
En 1984, durante el rodaje de un anuncio publicitario de Pepsi, sufrió quemaduras de segundo y tercer grado en el cuero cabelludo y otras partes de su cuerpo. Como compensación, la compañía le pagó un millón y medio de dólares que el artista donó al hospital al que él había asistido en su recuperación.
Uno de sus mayores esfuerzos humanitarios y uno de los más conocidos fue en 1985 cuando él, junto a Lionel Richie, organizó el megaproyecto USA for Africa donde reunieron 46 artistas para grabar el sencillo «We Are the World»; el proyecto recaudó 10,8 millones de dólares, los cuales fueron donados a Etiopía, que padecía una hambruna a mediados de los años 1980.
En 1992 fundó la organización benéfica Heal the World Foundation, dedicada a ayudar a niños desamparados de todo el mundo, proyecto que puso en práctica hasta que la organización suspendió por un tiempo sus donaciones a instituciones benéficas, debido a que su licencia como organización exenta de impuestos fue revocada en California desde 2002 por no presentar sus declaraciones financieras anuales, según registros del Estado. Su organización Heal L.A., destinada a ayudar a los niños de los barrios pobres de Los Ángeles tras los motines de la años 1990, perdió su licencia en 2001 y su fundación Neverland Zoo para conservar especies animales en peligro fue disuelta en 1998.
Su rancho Neverland fue abierto en múltiples ocasiones para que niños con enfermedades terminales y de orfanatos pudieran acudir gratuitamente.
El 11 de septiembre de 2001, tras los ataques terroristas a las Torres Gemelas de Nueva York, decidió crear un proyecto llamado United We Stand: What More Can I Give, reuniendo a numerosos artistas para la grabación del tema benéfico «What More Can I Give», que esperaría recaudar 50 millones de dólares para las víctimas del atentado; el tema fue compuesto por él mismo y contó con una versión en español («Todo para ti»), pero el proyecto se canceló debido a que Sony se rehusó a renovar su contrato.
En la edición del año 2000 del Guinness World Records entró como artista con la mayor participación en ayudas humanitarias, por ayudar a 39 instituciones de la causa ya nombrada.
Después de su muerte, tuvo un intento de nominación para el Premio Nobel de la Paz 2010 tras la recolección de más de 15 000 firmas en Internet, pero el Comité del Premio Nobel lo descartó por tratarse de una persona fallecida, a pesar de que no sería la primera vez que se entrega un Premio Nobel póstumo, ya que se hizo con Dag Hammarskjöld en 1961.

## Familia
Padres
- Joseph Walter Jackson (1928-2018)
- Katherine Esther Jackson (1930)

Hermanos
1. Rebbie (Maureen Reilette) Jackson (1950)
2. Jackie (Sigmund Esco) Jackson (1951)
3. Tito (Toriano Adaryll) Jackson (1953)
4. Jermaine Lajaun Jackson (1954)
5. La Toya Yvonne Jackson (1956)
6. Marlon David Jackson (1957)
7. Brandon Jackson (1957; gemelo de Marlon, falleció a las pocas horas después de su nacimiento)[408]
8. Randy (Steven Randall) Jackson (1961)
9. Janet Damita Jo Jackson (1966)
10. Joh'Vonnie Jackson (1974; nacida por adulterio de parte del padre)[409]

Hijos
1. Michael Joseph Jackson Jr (1997)
2. Paris-Michael Katherine Jackson (1998)
3. Prince Michael Jackson II (2002)

## Discografía
Álbumes de estudio
- 1972: Got to Be There
- 1972: Ben
- 1973: Music and Me
- 1975: Forever, Michael
- 1979: Off the Wall
- 1982: Thriller
- 1987: Bad
- 1991: Dangerous
- 1995: HIStory: Past, Present and Future, Book I
- 1997: Blood on the Dance Floor: HIStory in the Mix
- 2001: Invincible

Álbumes póstumos
- 2010: Michael
- 2014: Xscape

## Filmografía
| Año  | Película                             | Rol               | Director              | Ref     |
| ---- | ------------------------------------ | ----------------- | --------------------- | ------- |
| 1978 | The Wiz                              | Espantapájaros    | Sidney Lumet          |         |
| 1986 | Captain EO                           | Capitán EO        | Francis Ford Coppola  |         |
| 1988 | Moonwalker                           | Él mismo          | Jerry Kramer          |         |
| 1997 | Ghosts                               | Varios            | Stan Winston          |         |
| 2002 | Hombres de negro II                  | Agente M (cameo)  | Barry Sonnenfeld      | [ 410 ] |
| 2004 | Miss Cast Away and the Island Girls  | Agente MJ (cameo) | Bryan Michael Stoller | [ 411 ] |
| 2009 | Michael Jackson's This Is It         | Él mismo          | Kenny Ortega          | [ 412 ] |
| 2011 | Michael Jackson: La vida de un ídolo | Él mismo          | Andrew Eastel         | [ 413 ] |
| 2012 | Bad 25                               | Él mismo          | Spike Lee             | [ 414 ] |

## Giras
- Bad World Tour (1987-1989)
- Dangerous World Tour (1992-1993)
- HIStory World Tour (1996-1997)
- Invincible World Tour (2002-2003) (cancelado)
- This Is It (2009-2010) (cancelado)

## Nota
1. 1 2  En 2006, Raymone Bain, publicista del cantante en ese momento, afirmó, sin ninguna prueba fáctica y probablemente en un intento de promoción musical, que Michael Jackson había vendido más de 750 millones de álbumes.[9][10] Desde 2006 diversos medios como Billboard o Reuters afirmaron que Jackson había vendido más de 750 millones de unidades musicales en todo el mundo;[11][12] mientras que otros medios como MTV o CBS News indicaron que sus ventas globales eran de más de 750 millones de álbumes.[7][13] En 2009, The Wall Street Journal calificó como exagerada la cifra de 750 millones (si se refería a álbumes, en lugar de unidades).[14][15] Más tarde, en 2015, Billboard, Rolling Stone y la RIAA afirmaron que Jackson ha vendido más de 1000 millones de unidades en todo el mundo.[16][17][18]